# 枪械

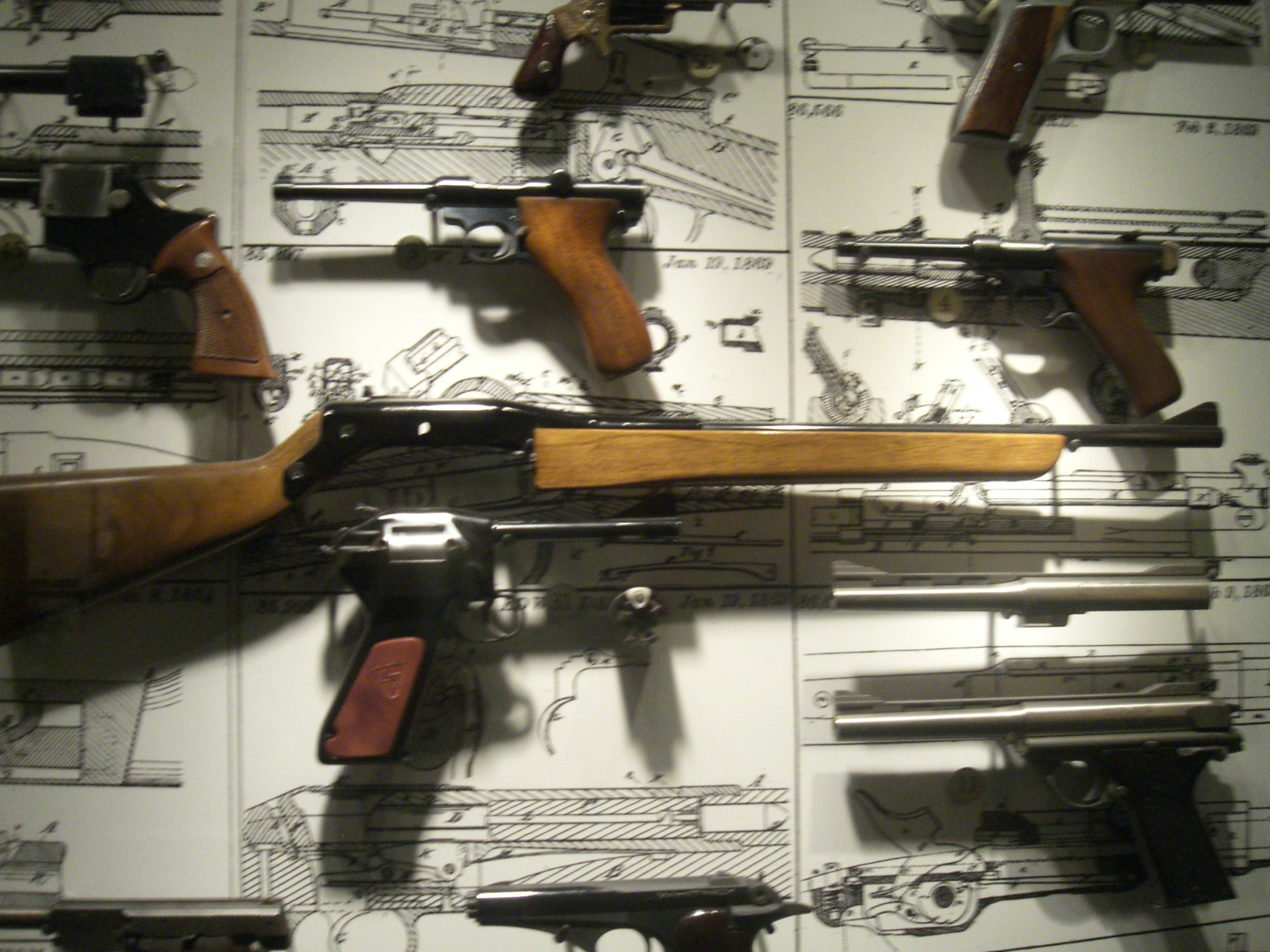
半自動槍械

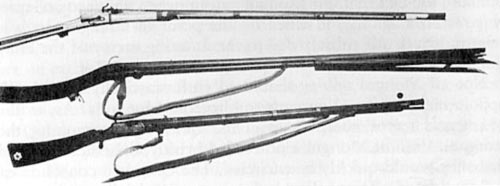
中國的鳥槍。

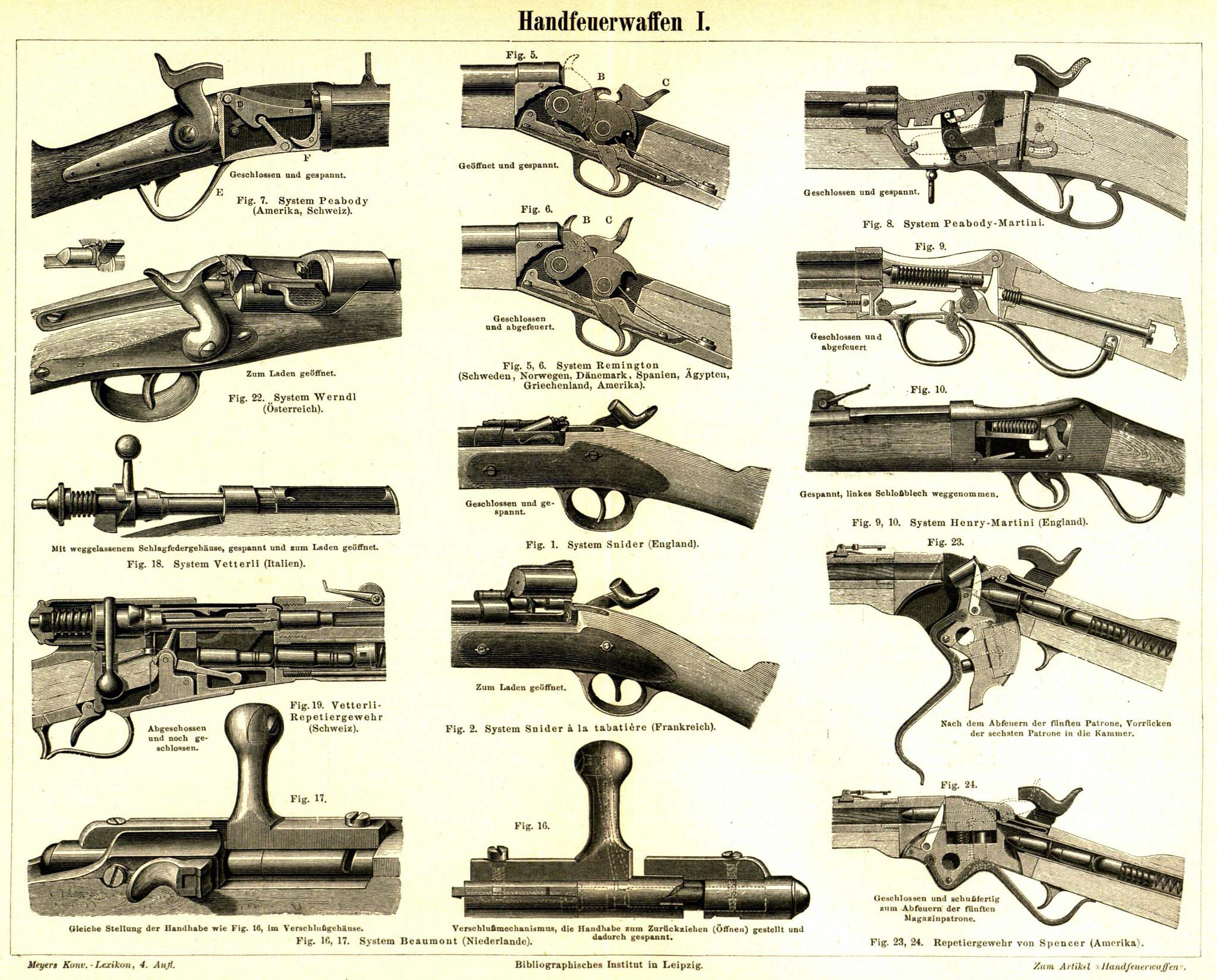
擊發槍形式

槍械（英語：gun）或稱銃械，簡稱槍或銃，其它舊稱有火銃、火槍、鐵炮，是所有（通常）依靠身管内的加压气体喷射抛射物来杀伤目标的远射武器的统称。根据发射动力来源，枪械分为火器（firearm）和气枪（airgun）两大类，但近些年来不依赖高压气体而是用电磁力驱动抛射物的磁轨炮（railgun）和线圈炮（coilgun）也在研制。
英文中“gun”一词多用来表达步兵携带的轻型枪械，但是有时亦用来表达大口径炮。一般来说，“gun”多指依靠抛射物动能杀伤目标的直射武器，而“cannon”则指发射爆炸性弹药的大口径武器。而枪所发射的材料可以是多样的（固体、液体、气体均可），因此在枪炮口径区别上并无唯一标准。现在西方“gun”一般指利用火藥燃氣發射子彈，口徑定義於20（0.79英寸）以下的火器类武器（等于及大於20毫米定義為火炮，此爲美國軍方和日本自衛隊的標准）。以發射槍彈，打擊無防護或弱防護的有生目標為主，是步兵的主要武器亦是其他兵种的辅助武器，在民間更廣泛用於治安、自卫、狩獵、体育运动以及各种犯罪行為。

## 發展史

### 早期
早期的槍械幾乎就是指前裝滑膛槍，今日有時也以火槍或土槍之名，和後來的洋槍區別，射手需要從槍口倒進散裝的火藥和彈頭，並以通條把其塞好在槍膛部，然後才可以（常需要點火）發射。因為這個過程繁複，經常需要半至一分鐘甚至數分鐘才能發射一次，並對射姿限制很大，精度也極差，並且十分不可靠。所以槍械不過只是繼承了弩在武器中的地位，而並未取代弓箭更未代替矛劍等格鬥武器。
故有把從十四到十九世紀前期為火器與冷兵器並用時代。
當時制造槍械仍然屬於手工業，即使同型槍械也不過是口徑相同，其他部件經常無法互換的。
- 突火槍：竹筒製的拋棄式火器，同時以射出的彈丸與火藥爆炸的火焰來攻擊。
- 火銃：又稱火門槍、明火槍，類似的火器有手銃（小型的火銃）、神鎗、坦能堡火銃、手炮，明代的火銃已經設有藥鍋蓋，與火繩槍不同的地方是沒有使用火繩和與其連動的擊發結構，需要空出一手來點火。
  - 鉤爪手銃：在歐洲地區出現之加上鉤用以勾住城牆作為支撐的手銃，其後演變成掛肩手銃。
  - 掛肩手銃：將直接以手持握的長柄改為掛肩式的托架，其後演變成火繩槍。
  - 蛇桿：在手銃的握柄上加上S形的金屬彎條，前端夾著火繩，牽動金屬彎條即可擊發子彈，是手炮到火繩槍之間的過渡性產品。
- 鳥嘴銃：出現了銃托（槍托）與點火擊發的裝置，已有現代來福槍的外型，與之前的火銃相比可以兩手同時握持銃器發射，準確率大幅提升，明代由西洋傳入遠東。
  - 火繩槍（英文：Match lock Gun）：從槍口填装铁製或铅製弹丸與推進藥，以缓慢燃燒的火绳點燃点火用火药（類似底火），點火藥再引燃推进用火药擊發彈丸。
    - 線膛式：1500年前后诞生于德国纽伦堡地区，采用螺旋式线膛的扳机击发火绳枪，最早的「來福槍」（英：Rifle）。
    - 火种式火绳枪：燧发枪的先驱，出现于16世纪后期欧洲，用火种或短火绳取代长火绳，开枪时才点燃，以免持续燃烧的长火绳在夜间暴露目标。
    - 多管銃：因為補足裝填耗時的缺點，出現了多管銃器如迅雷銃、五雷神機等。

  - 簧輪槍（英文：Wheel lock Gun）：扣下扳機轉動簧輪磨擦鐵片產生火花。原本設計者以為該槍能取代火繩槍，但因價格昂貴，並不普及，王室貴族在當時卻非常贊成這種槍的使用，有紀錄的使用者包括德國、法國和義大利的騎兵。
  - 燧發槍：
    - Snaphance（英语：Snaphance）：扣下扳機牽動燧石敲擊藥鍋上的鐵片而產生火花點火，需手動掀開藥鍋蓋。於西元1547年由瑞典人發明。
    - Miquelet（英语：Miquelet）：西班牙人發明，不需手動掀開藥鍋蓋。
    - Flint lock Gun：改良版的燧發槍，結合上述兩種燧發槍的優點，在雷管槍發明前，一直被廣泛使用。於西元1620年由法國卡爾瓦多斯省Lisieux郡的馬林·布爾吉瓦發明。
    - 自生火銃[2]：明代畢懋康設計，使用前先扭緊輪弦，扣下扳機後輪弦高速轉動與火石磨擦點火，在清代時有造出幾支称自来火枪供皇帝御用或打猎。
    - 佛格森來福槍（英语：Ferguson rifle），可能是第一把小批量產生型的使用後膛裝彈的來福槍，仍然採用散裝彈藥美國獨立戰爭時期英军上尉派翠克 · 佛格森（Capt. Patrick Ferguson，後晉升少校）以美軍使用的肯塔基前裝來福槍（英语：en:Kentucky Rifle）（Kentucky Rifle）為基礎發展而來，射程200碼，射速每分鐘達6發，只生產了100多支並裝備了由派翠克 · 佛格森組建領導的穿著綠制服的輕步兵連，佛格森來福槍隨著連隊首次上陣在1777年的白蘭地酒戰役大敗美軍，此役中他右臂受傷殘廢，輕步兵連被解散；1780年國王山戰役中派翠克 · 佛格森被肯塔基來福槍手射殺。

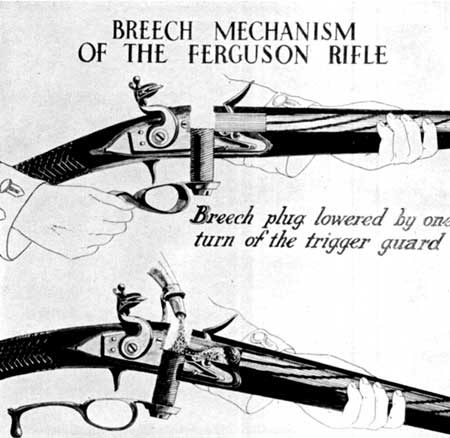
佛格森 後裝來福槍〔Ferguson Rifle〕

- 雷管槍（英文：Percussion-lock Gun），此種槍機的構想在十七世紀就已存在，但是由蘇格蘭牧師亞歷山大·約翰·福賽斯正式發明，並於西元1807年取得專利。

1714年9月15日英國皇家軍械局簽署一份軍火開發合約，1722年誕生第一款制式鳥銃King's Pattern，歷經P1724試製型到1728年定型，1730年開始量產的P1730式鳥銃，俗稱褐筒〔Brown Bess〕的一系列鳥銃長達120年的服役歷史就此拉開序幕。
定裝彈的概念約在十六、十七世紀時發明，因無實物流傳所以具體時地和人物難以考證。中國明代發明的子銃，是一種定裝彈藥，預先裝好彈丸與火藥，打放時以後膛填裝發射，使用子銃的銃器有掣電銃、子母鳥銃等，《神器譜》中有提到掣電銃是參考佛朗機炮而製。從原理看是未解決的閉氣問題而沒有被大量採用。但當時一般的定裝彈與現代定裝彈藥不同，不過預先稱好火藥的分量並保障不會被弄濕方便攜帶，相對於當時很難控制火藥份量和易濕的散裝火藥，仍然是革命性的發明。
刺刀於1640年由法國軍官皮塞居發明，從此持銃便可以兼任矛槍的作用。

### 近代

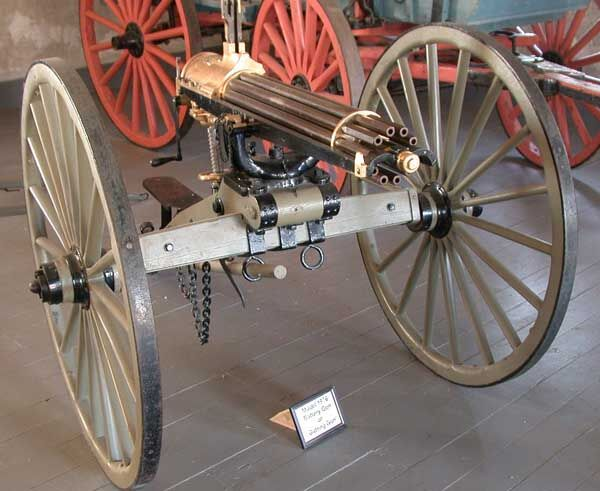
加特林機槍

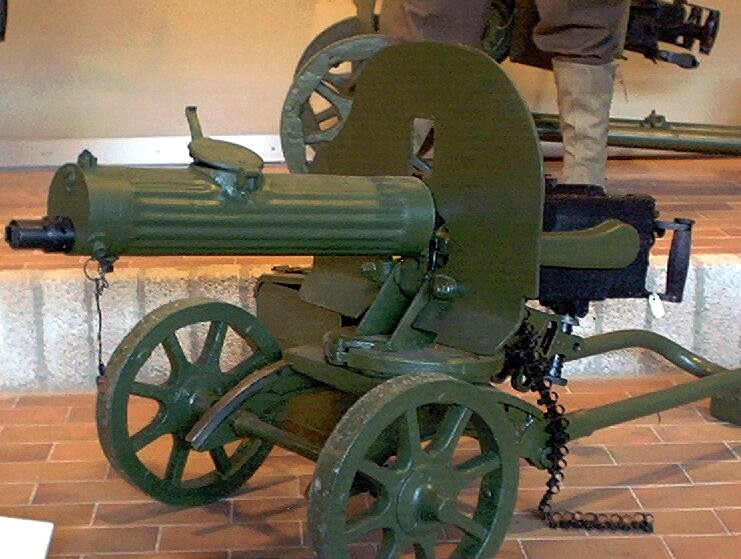
馬克沁機槍

近代槍械多半指槍械開始淘汰冷兵器的時代的十九世紀，以別於早期和冷兵器並用時代。其原理和構造開始接近現代，但並未達到現代的作戰要求。近代制槍開始進入大量生產階段，可以被制式化了。
在其十九世紀中期多場戰爭：美墨戰爭、南北戰爭、普丹戰爭、普奧戰爭、普法戰爭、北美印第安战争、鴉片戰爭、第二次鴉片戰爭、中法戰爭、祖魯戰爭、俄土戰爭等，近代槍械的雛型首次發揮其壓倒性的戰鬥力，把戰爭從以往的前裝滑膛槍和刀矛弓箭等冷兵器並用的時代徹底改變，洋槍洋炮完全顛覆了戰爭的模式和引起了各國爭相開發和購置新式槍械。
歐洲人對地區以外的武力差距達到歷史上最高的地步，而使得以往其勢力未能控制的清朝與奧斯曼帝國和非洲完全失利。
普魯士率先推出和使用後膛槍和定裝彈下迅速堀起，在普丹戰爭、普奧戰爭、普法戰爭等三大戰役後，更在全球最先進的歐洲的權力對比重新洗牌，促成德國統一並間接影響到義大利統一
主要特徵是使用和現代相似，但不完全相同的子彈（定裝彈）和後膛上彈的方式發射。
即子彈本身便由彈殼包含了底火與裝藥和彈頭等四個部分組成，並由擊錘或擊針發射而不需要點火的，子彈從槍管的後方填裝故稱後膛槍。
因為解決了前裝槍的固有問題，射速由以前半至數分鐘一次，達到當時每分鐘十次以上。除了在極近的距離外的戰鬥，都可由槍械包辦作為主力武器。
- 拿破崙時代法國著名槍匠包利，為了快速裝填在1808年發明了紙制彈殼，标志着槍械進入近代化的开始。但同時發覺當時槍械的問題極大，需要重新設計槍枝和彈藥：當時他的紙殼子彈如果從後膛裝彈較快，但發射時的焰火會威脅射手。如果從前膛裝彈的話，有膛線又會阻礙裝填，滑膛又會影響準度。所以他的發明實際未被法軍採用，但卻指引了子彈的發展，其助手德國人德萊賽徹底研究其問題，日後並為此開發了閉鎖裝置。
- 美國設計家柯爾特在1835年研制出第一種量產的轉輪手槍，成為了第一支多發槍械。1836年德克薩斯革命猶阿拉莫戰役的指揮者大衛·克洛科特，使用兩支特長型槍管的柯爾特手槍，以不足二百人多持有左輪的人民起義軍，頑抗七千墨西哥政府軍數日之後，墨軍見久攻不下只好從遠處炮轟下起義軍才全數壯烈犧牲。但足使世人都認識到左輪手槍的威力。在1846年美墨戰爭美國政府並訂制了一千多支M1847型手槍，手槍騎兵的戰果非凡，美終把柯爾特手槍列制式裝備。

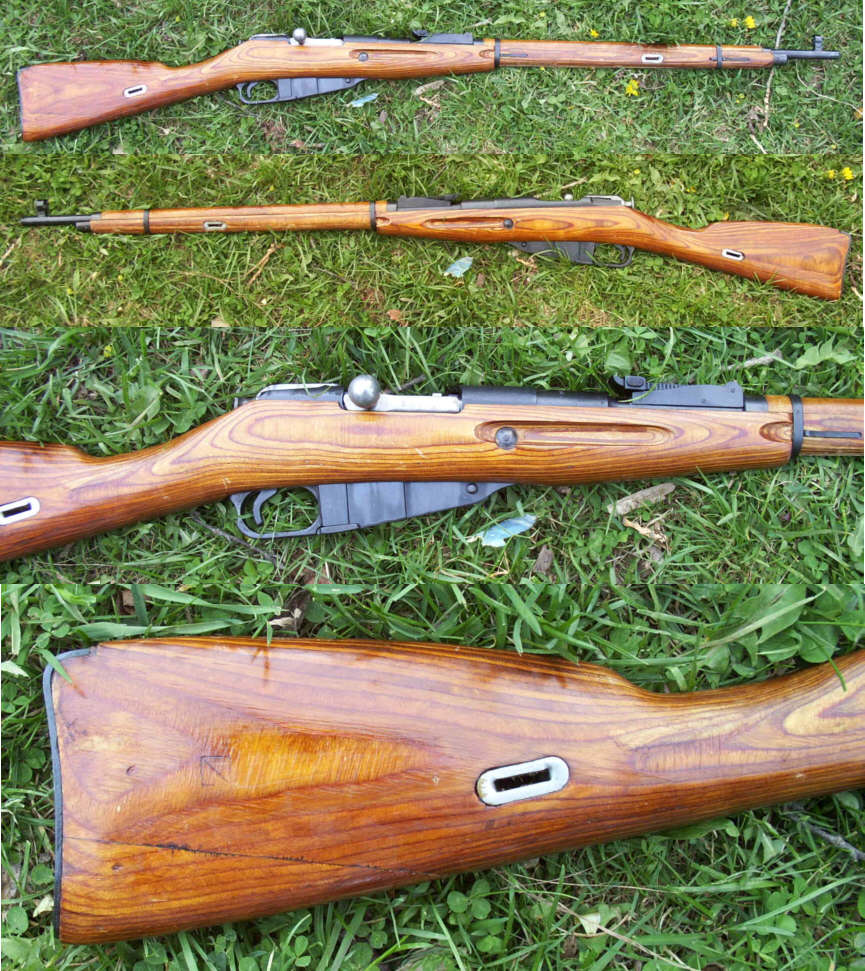
莫辛-納甘（Mosin-Nagant）M1891/30 ІІ

- 撞針槍（又稱中央點火式火槍、德萊賽針發槍，Dreyse Needle Gun）出現。由德國著名槍匠兼上文包利的合作者約翰 · 尼古拉斯 · 德萊賽（Johann Nicolaus von Dreyse）所發明，此槍於1824年開始研發，經多次試驗在1836年完成後膛栓式裝填槍栓的設計，並於1841年裝備普魯士軍隊，是為現代步槍的雛型。彈藥從槍管後端裝入針擊發發火，並設有銅制的底火能在發射時緊貼槍膛而封著多餘的火藥氣體，首創旋轉後拉式槍機才徹底解決後膛槍和定裝彈的危險問題，射速從上代步槍的每分鐘兩三發急升到每分鐘近十至十二發。於1866年的普奧戰爭和1870年的普法戰爭中大發神威，使得奧軍傷亡數字為普軍的五至六倍，法軍傷亡超過普軍十倍；普魯士軍中的德萊賽針發槍（Dreyse Needle Gun）直到1872年才被毛瑟（Mauser）M1871（11 x 60mm）淘汰。

Zündnadelgewehr （页面存档备份，存于）【德萊賽 針發槍擊發子彈詳細過程】（YouTube影片）（英文）
Shooting Dreyse M 62 （页面存档备份，存于）【德萊賽 針發槍（Dreyse Needle Gun）M1862實彈射擊】（YouTube影片）（英文）
Reloading For The 11.6mm Chassepot Needle Rifle （页面存档备份，存于）【米尼彈頭紙殼子彈製作過程】（非德萊賽針發槍用子彈）（YouTube影片）（英文）

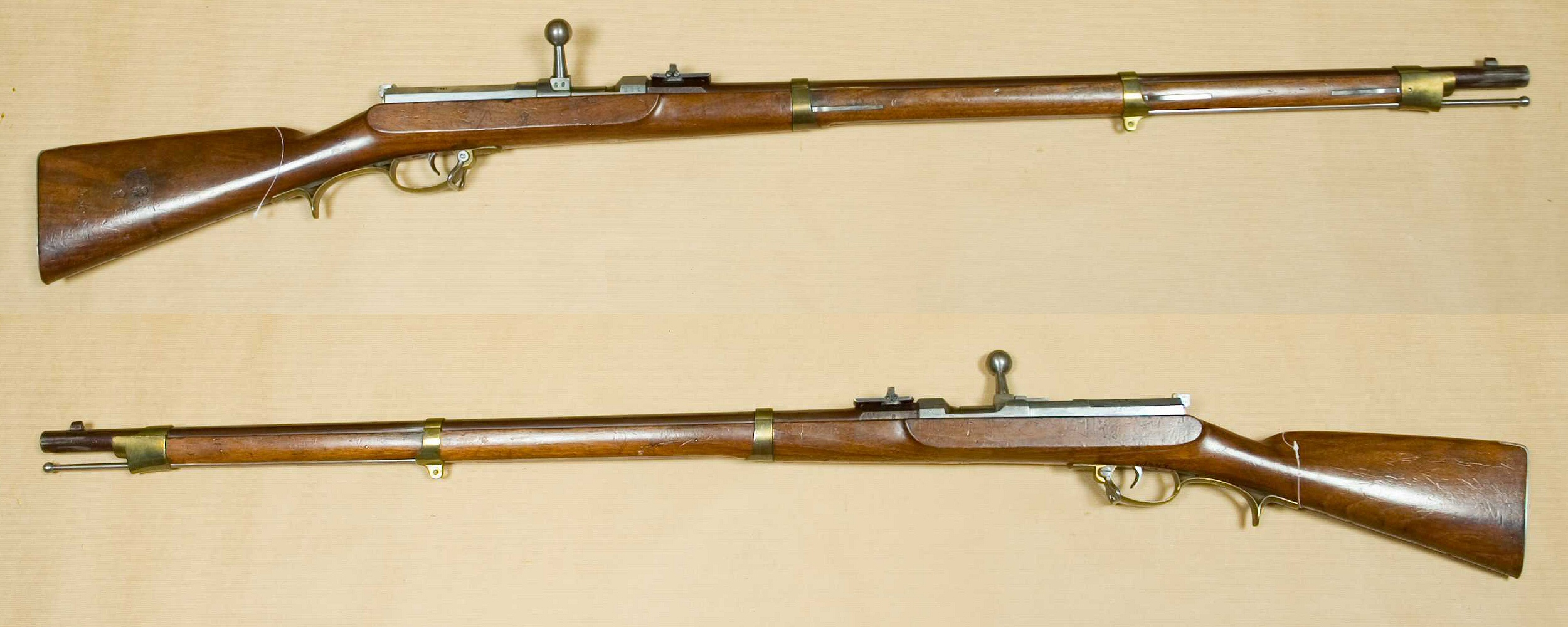
德萊賽 針發槍〔Dreyse Needle Gun〕M1841

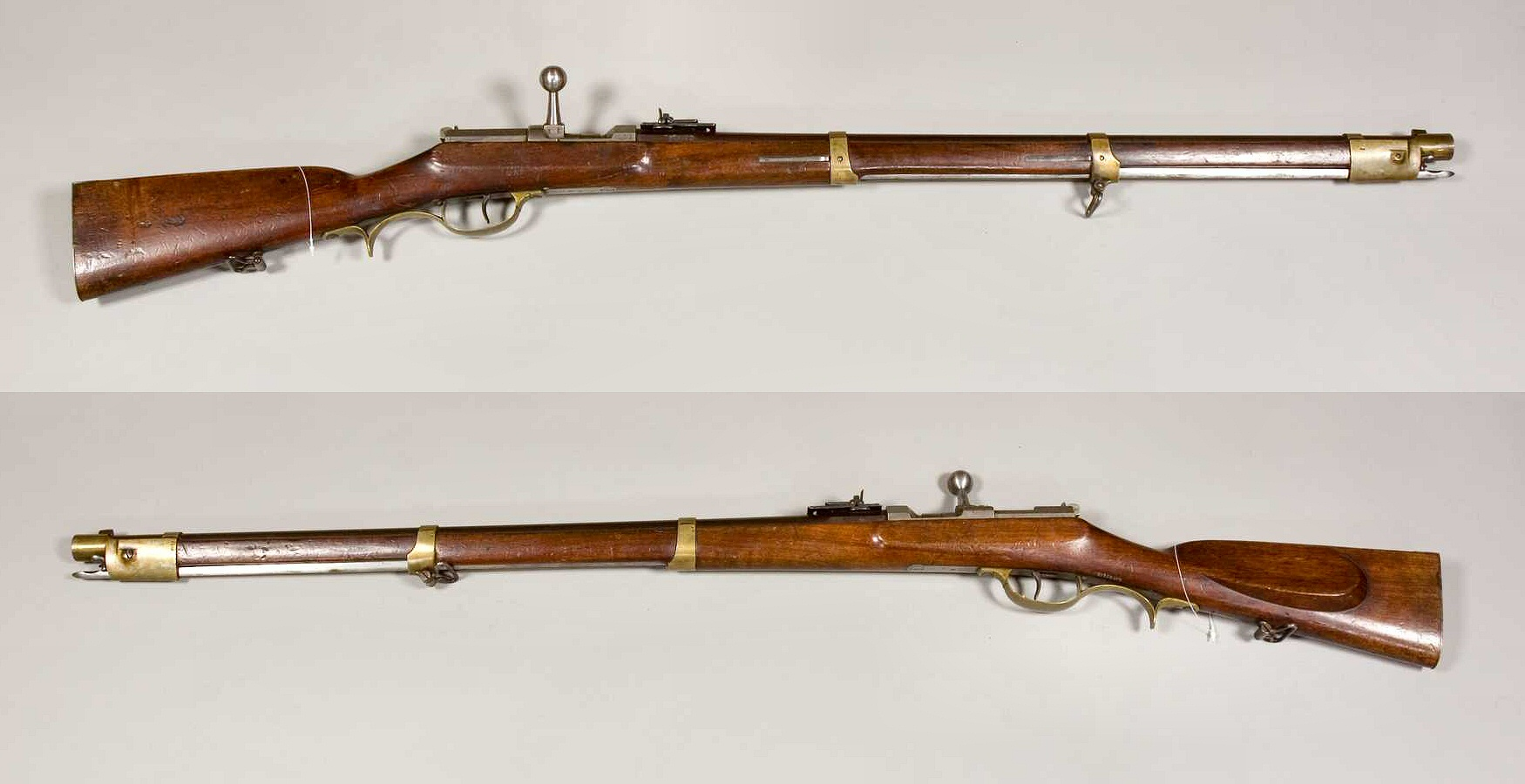
德萊賽 針發槍〔Dreyse Needle Gun〕M1854

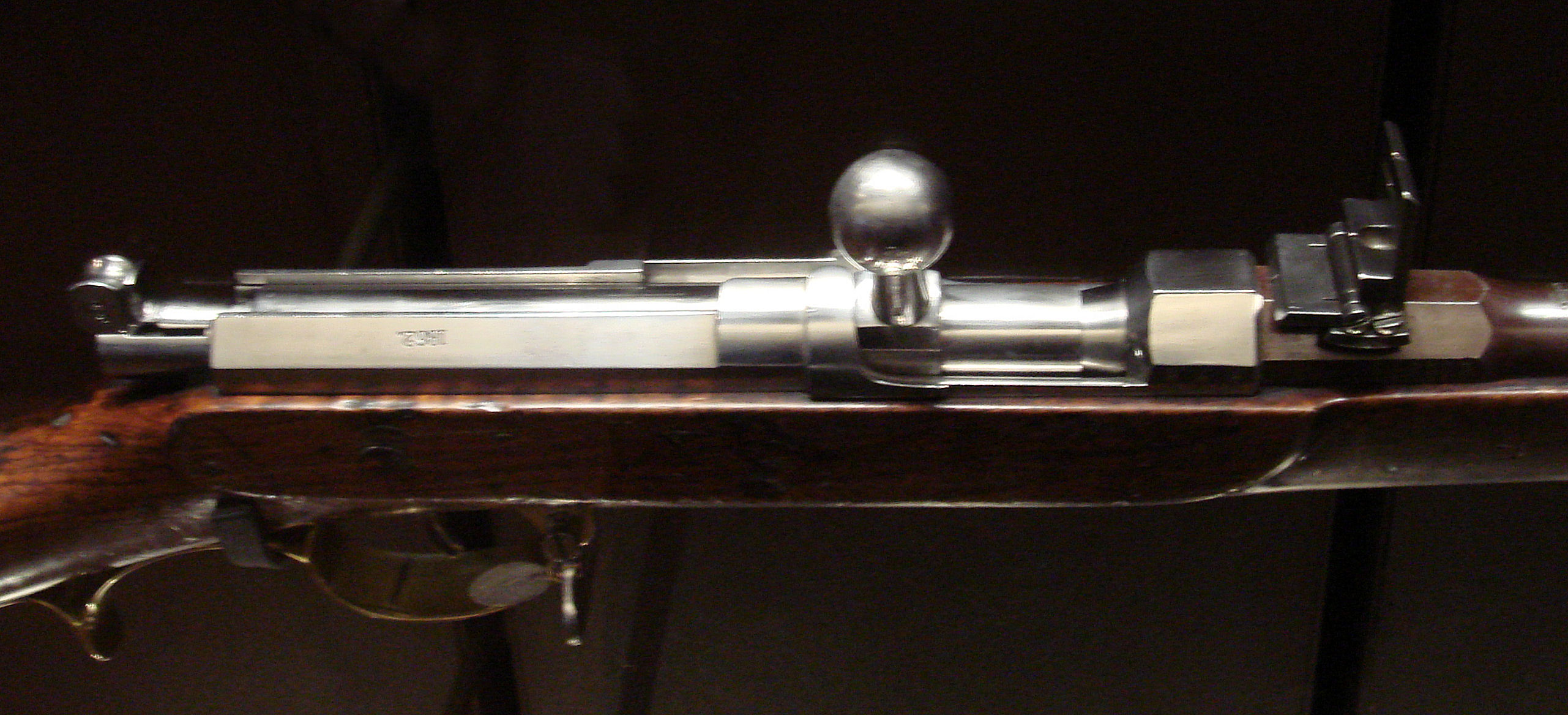
Dreyse mechanism, model 1865.

- 美國軍事企業史密斯威森，於1845年發明了現代金屬彈殼子彈。但當時的彈殼不可以重複使用，所以不符合經濟性需要，並未普遍取代紙彈殼，可對於增強槍彈的安全性和可靠性上走對了方向。
- 在過渡到定裝彈後膛槍前，歐美在十九世紀中前期多使用由法國人克洛德-艾蒂安·米尼耶發明的膨脹子彈：其可算是末代的前裝步槍，米尼彈〔Minie Ball〕的步槍統稱米尼步槍（英语：Minie Rifle），具代表性的有法國：P1851 Minié Rifle，英國：P1853 Enfield Minié Rifle，美國：Springfield M1861 Minié Rifle，普魯士：Vereinsgewehr 1857，奧匈帝國：Lorenz Rifle。雖然其威力有限但其可靠成熟的設計，發揮了當時一般槍匠所熟悉的基礎技術，受到一般當時的歐美列強的軍方信任，至少對於以更早期火槍或冷兵器的敵人，如在第二次鴉片戰爭時清軍仍然有明顯的優勢，成為了除普魯士外各先進國家的主力。雖終在遇上了普魯士的德萊賽擊針槍前不堪一擊，但其合理性的部分優點，被第二三代世代的後膛槍所繼承，如彈頭尾部的孔可以吸著火藥氣體漲大緊貼槍管的膛線，較全面發揮火藥的威力；而且較尖銳流線型的彈頭，射程和貫穿力較之前的圓頭彈為佳。

Civil War Minie Ball （页面存档备份，存于）【米尼子彈】（YouTube）（英文）

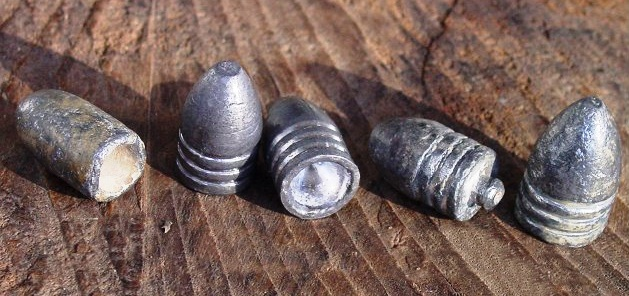
米尼子彈〔Minié Balls〕

- 英國人博蒙特和亞當斯於1855年發明雙動雙動扳機（英语：Trigger (firearms)）的博蒙特–亞當斯左輪手槍，可單手直接在按動板機時完成壓擊錘和擊發子彈，從此使用轉輪手槍時，不需再一手壓擊鎚一手扣板機了。
- 1857年，法國人安東尼 · 阿方索 · 夏塞波（Antoine Alphonse Chassepot，生於1833年）設計出使用紙殼定裝彈的夏塞波步槍（Chassepot M1866）（11mm（.433 inch））。但在1870-1871年的普法戰爭法軍仍然因來不及全面換裝新槍，加上對新槍戰術適應和訓練不足慘敗，陣亡人數達十多萬，超過了普軍的十倍，震驚世界並引發各國全力投入資源革新槍械和探索新槍械的戰術和訓練。

Needle Gun MLE 1866 Chassepot Shooting （页面存档备份，存于）【夏塞波步槍實彈射擊】（YouTube）（英文）

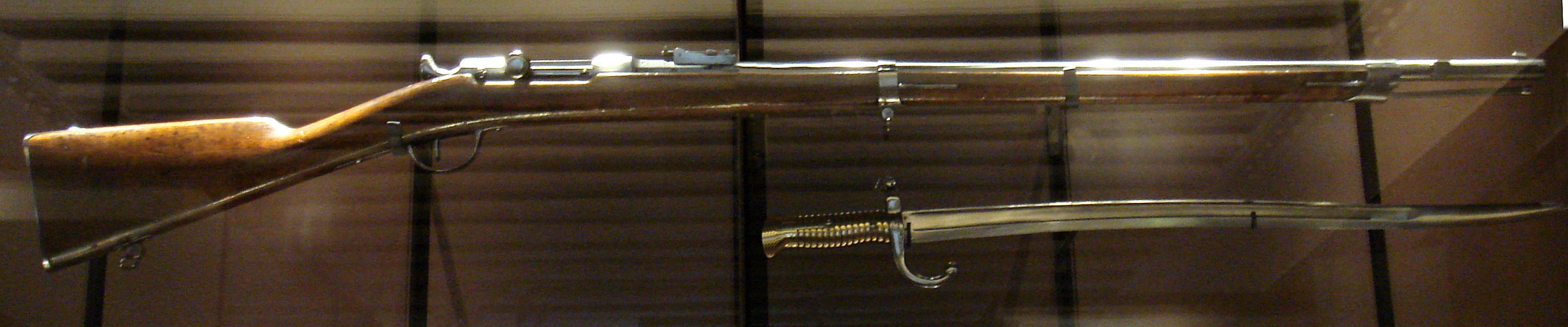
夏塞波〔Chassepot〕；Le fusil d'infanterie de 11 mm modèle 1866 （夏塞波 細部圖片）

- 美國的亨利和斯賓塞（Spencer）於1861年各自發明了兩種搖桿式的多發手動步槍，斯賓塞連發槍（Spencer Repeating Rifle），虽然對於彈型和射姿限制較大可射速比德萊賽槍更快更安全，每分鐘可達二十多發，雖然仍然未成為制式步槍，但仍使美國聯邦政府軍在南北戰爭對南軍，和更晚北美印第安战争獲得壓倒性優勢。

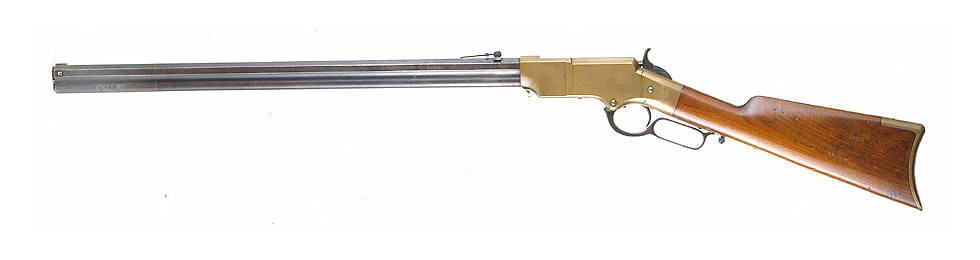
Henry Rifle Model 1860，.44 Caliber,Manufactured by the New Haven Arms Company

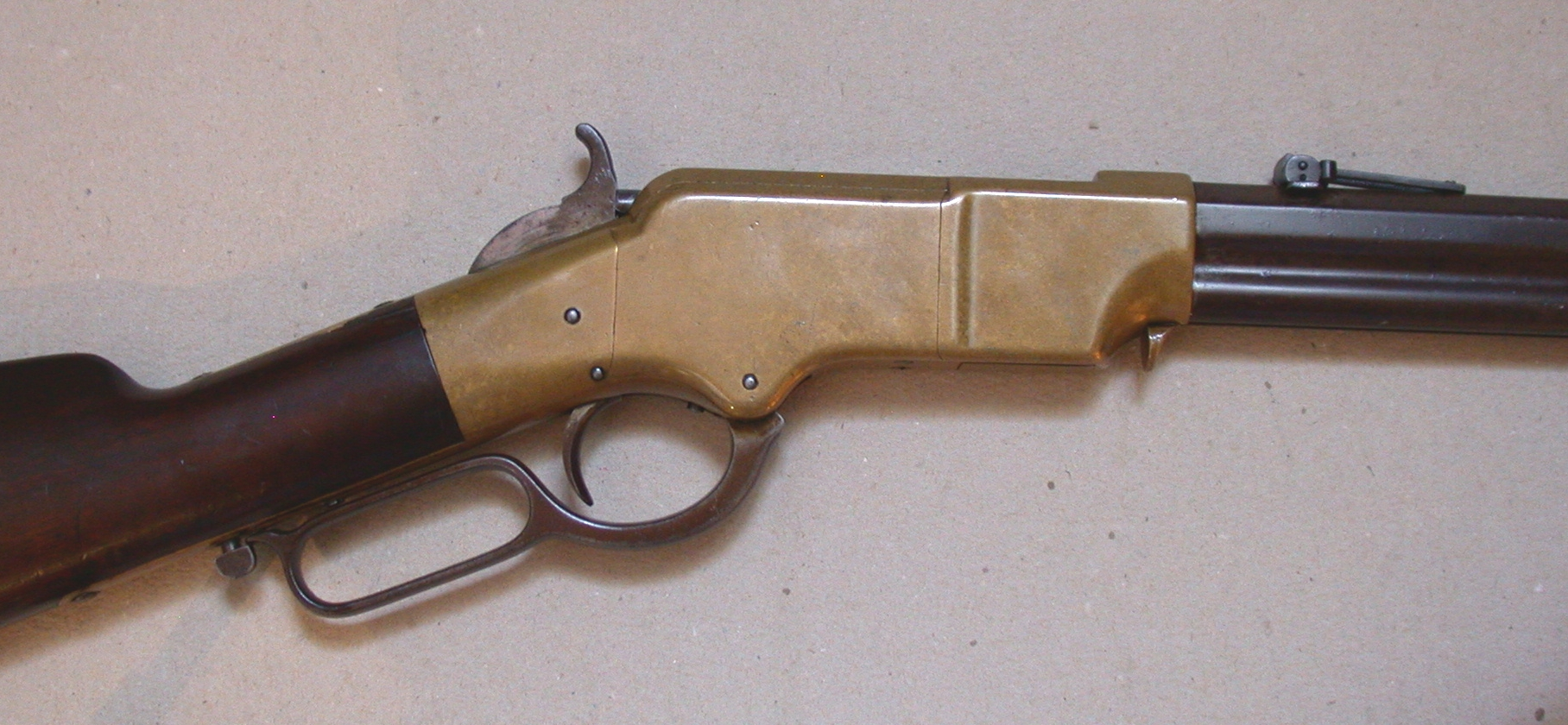
Henry Rifle Receiver

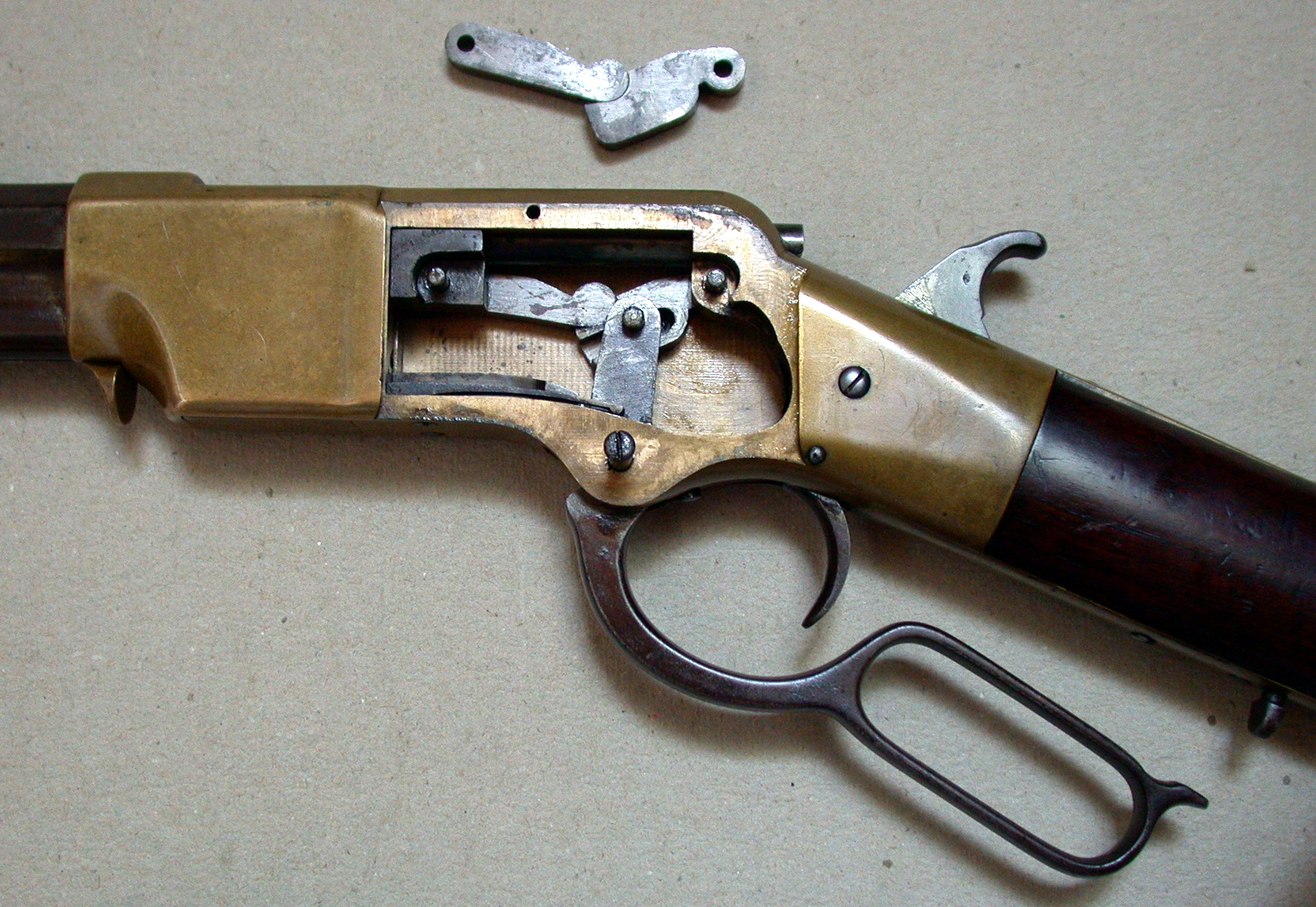
Henry rifle, loading-lever, toggle-joint

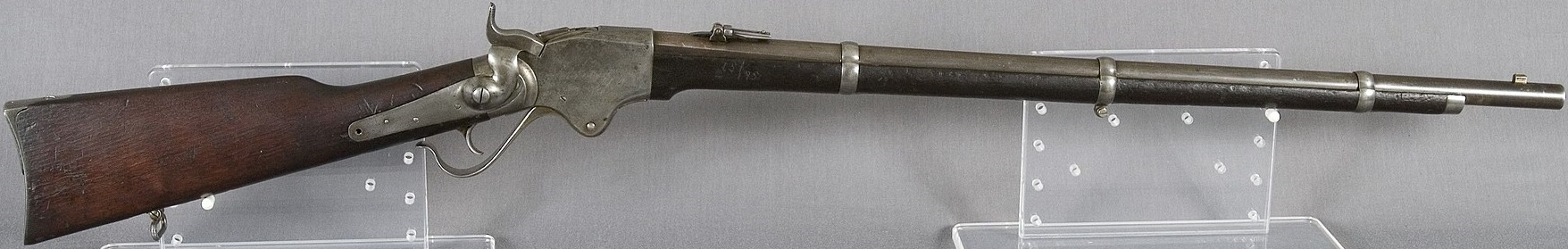
M1865 Spencer Repeating Rifle

- 美國人加特林在1862年發明了手動式的加特林机枪，成為第一支實用的連射式槍械。因為其是手動操作，又採用多槍管的笨重槍型，故常需要多人一起才可以用的。其壓倒性的火力為古老火槍的數百倍，常常只需要三兩個北軍抬出一挺加特林機槍，便嚇到了上百個僅擁有火槍的南軍或弓箭的印第安人落荒而逃或索性投降。

Fort Sisseton 2009 Gatling Gun Firing （页面存档备份，存于）【復刻品 加特林機槍實彈射擊】（YouTube）（英文）
- 1864年，普丹戰爭爆發，加速英國裝備定裝彈後裝槍的進程，1865年3月決定以美國人雅各布 · 施奈德的方案將恩菲爾德P1853式（英语：Pattern 1853 Enfield）前裝線膛槍〔Pattern 1853 Enfield rifle-musket〕改裝為後裝槍，將靠近擊鎚的槍管切開2.5英吋長度，裝上可向右翻轉180度附撞針的蓋帽結構，擊鎚只需稍微加工改變外形可繼續使用，稱為史奈德-恩菲爾德 步槍〔Snider-Enfield〕.577恩菲爾德（英语：.577 Snider））。

.577 Snider Enfield Mark III Shooting Range Report （页面存档备份，存于）【史奈德步槍實彈射擊】（YouTube）（英文）

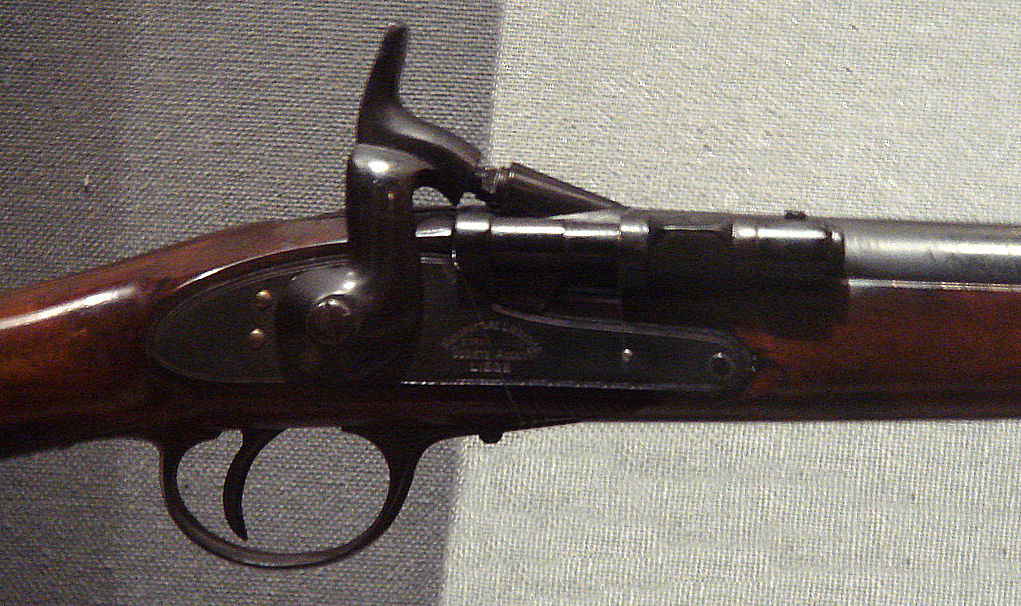
史奈德-恩菲爾德 步槍〔Snider-Enfield Rifle〕②

- 英國人梅特福在1865年，改善了早年很多人研究過的膛線設計和刻制技術，終於完成了普及化的現代來福槍的原型。從此所有新型槍械幾乎都刻有膛線，唯同時也誕生了專用發射霰彈的現代霰彈槍。
- 1871年英國換裝馬提尼-亨利步槍（Martini-Henry）（.577/450 Martini–Henry）並使用到1888年，此為使用金屬彈殼的單發式步槍，此槍運用了由亨利O.皮博迪（Henry O. Peabody）設計的升降式槍機，並由瑞士人弗里德里希·馮·馬提尼（Friedrich von Martini）負責改良，而其膛線以及槍管則由蘇格蘭人亞歷山大·亨利（Alexander Henry）設計；此槍經歷過殘酷血腥的祖魯戰爭〔1879年1月11日~7月4日〕。首先採用的金屬瓶狀彈殼設計，裝藥量遠較傳統直筒彈殼多，可以射穿祖魯戰士的牛皮盾牌而威名大震。

Range Review: Martini-Henry Mk IV Long Lever （页面存档备份，存于）【馬提尼-亨利步槍實彈射擊】（YouTube）（英文）

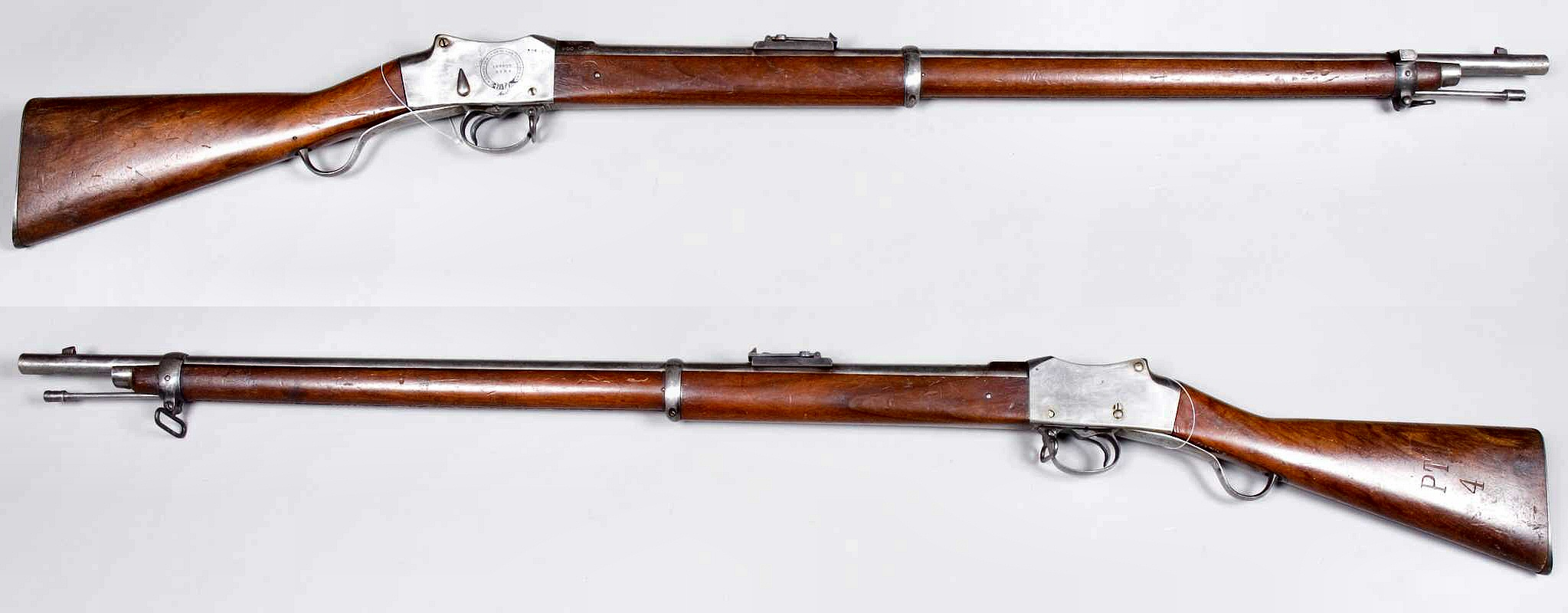
馬提尼-亨利 步槍-〔Martini-Henry M1871 Rifle〕

- 德國毛瑟兄弟公司，在1871年發明了不受射姿和彈型限制的旋轉後拉式槍機（Bolt Action）的毛瑟M1871式步槍式步槍（Gew 71）（11×60mm Mauser）（日本明治十三年式步槍參考了Mauser M1871和Gras M1874步槍），解決了德萊賽步槍和搖桿式步槍的設計問題而廣被採用。自此帶彈倉的步槍才普遍被接受採用。而毛瑟步槍之名亦由此名聞世界了。

Mauser Infanterie Gewehr M1871 （页面存档备份，存于）【毛瑟M1871年式步槍實彈射擊】（YouTube）（英文）
Gewehr 71 with Experimental Magazine （页面存档备份，存于）【毛瑟M1871年式步槍、外掛式彈匣】（英文）
Infanterie Gewehr M71/84 （页面存档备份，存于）【毛瑟M71/84式步槍】（YouTube）（英文）（增設八發管狀彈倉和拋殼鉤）

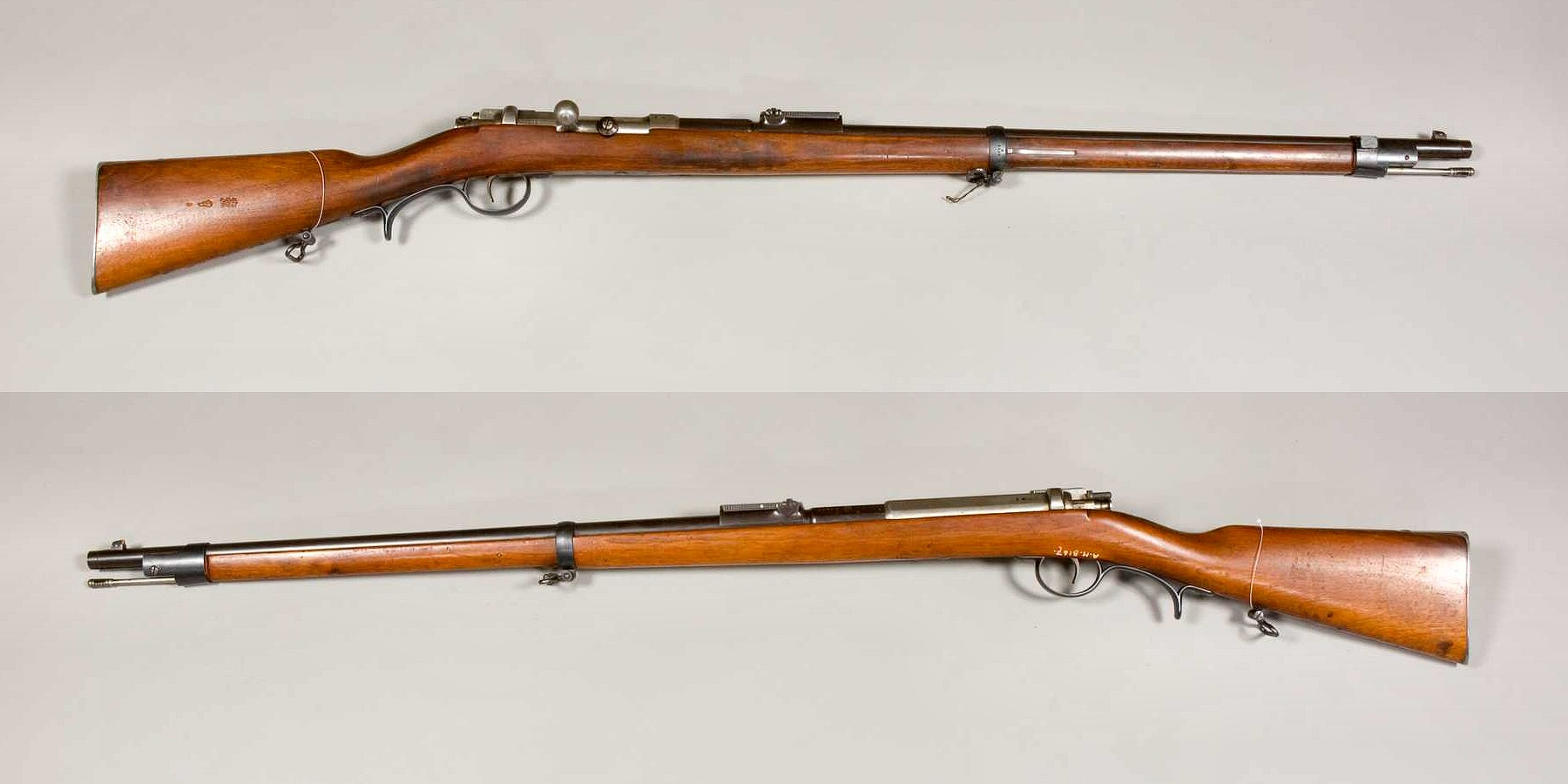
毛瑟 M1871（Mauser Model 1871 for Jäger units）

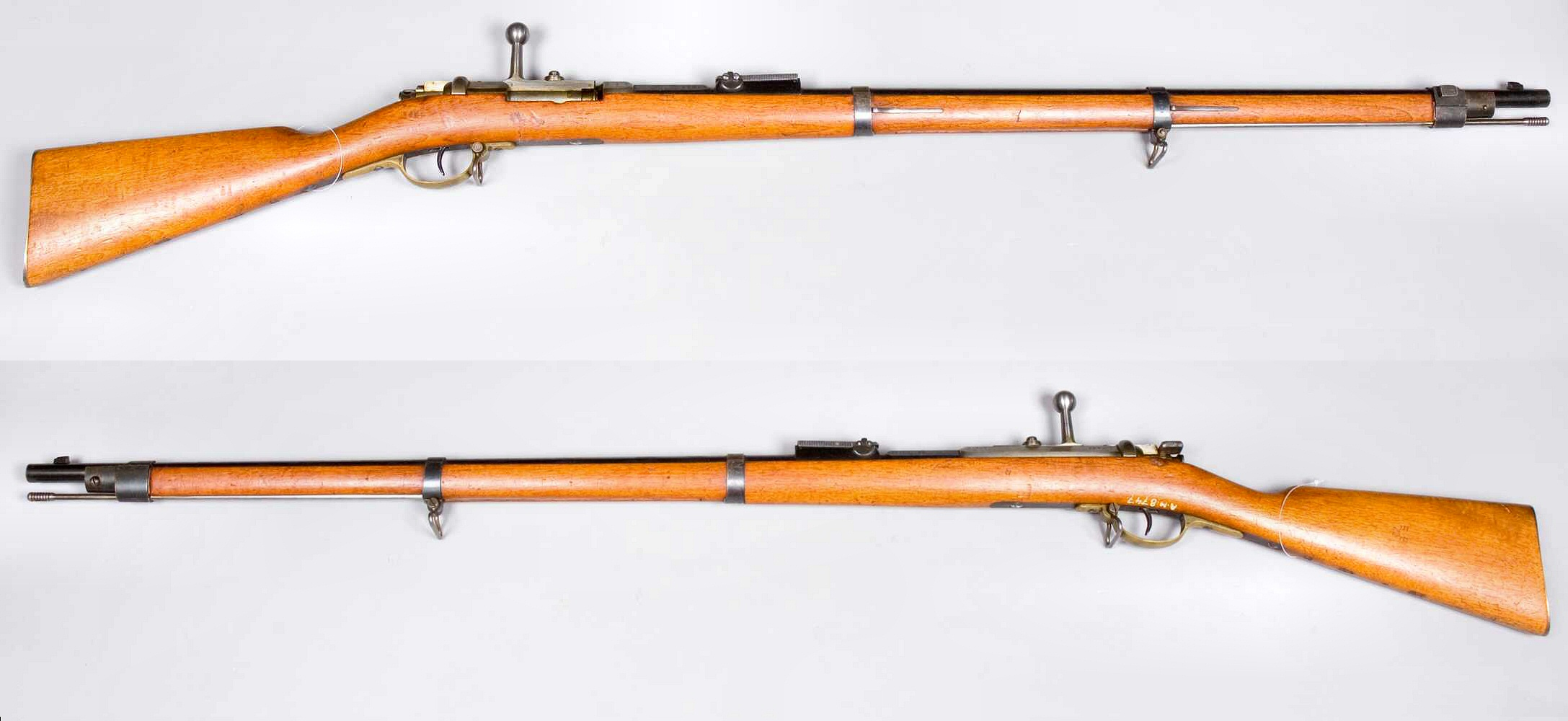
毛瑟 M1871

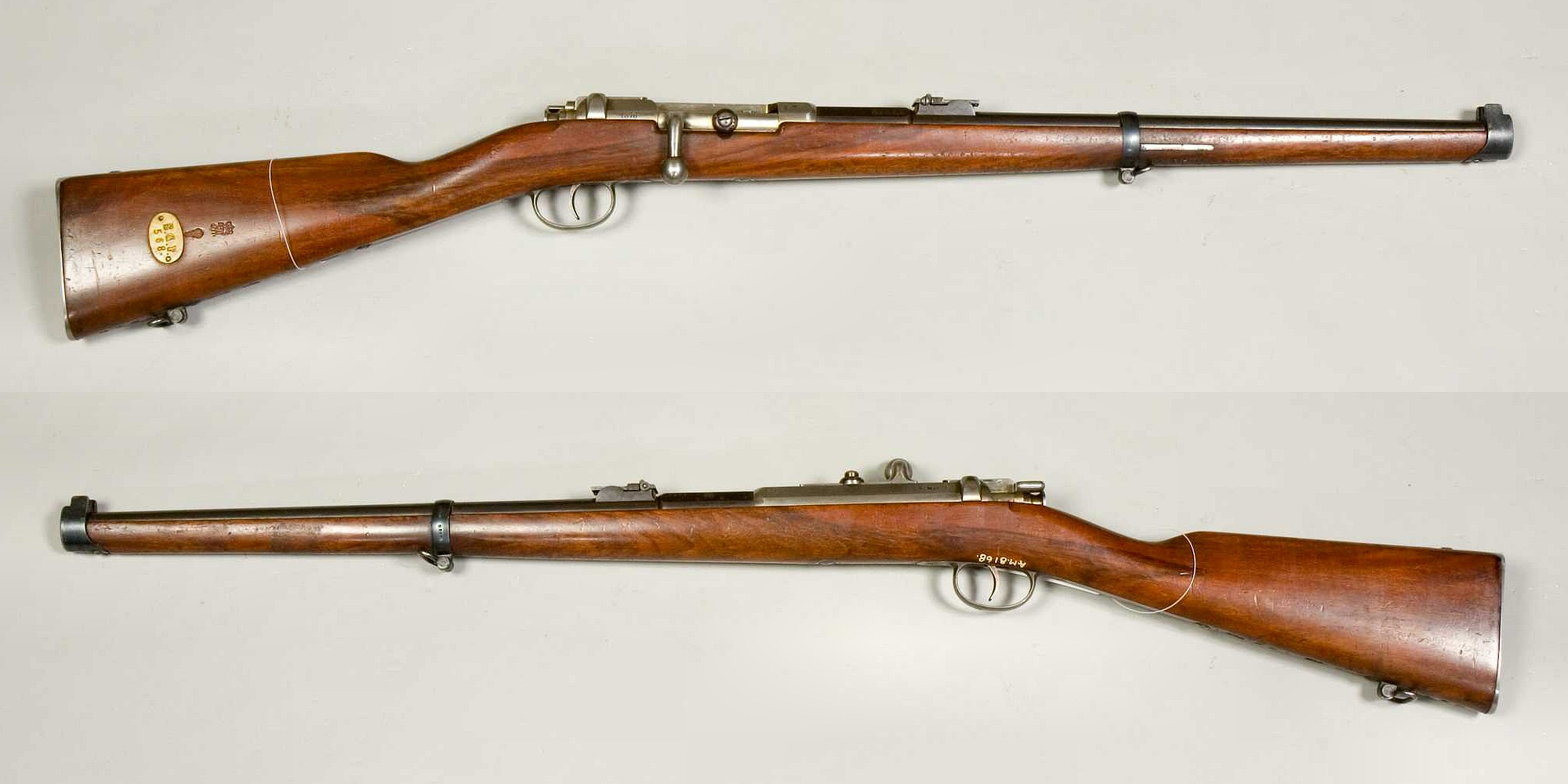
毛瑟 M1871 騎兵槍（卡賓槍）（Mauser Model 1871 cavalry carbine）

- 美國於1873年裝備使用中央式底火金屬子彈的柯爾特單動式陸軍左輪手槍，使用中央式底火子彈對於裝藥分量限制較小，而且彈殼亦可以回收再裝藥之用。解決了早年金屬彈殼既昂貴又不可回收的缺點，此後金屬彈殼才成為槍彈的主流，而除了一小部分彈形的需要外，新型的子彈也以中央式底火為主流。而因為柯爾特單動式陸軍左輪手槍可以使用無煙火藥，晚期型的子彈.45柯爾特（英语：.45 Colt）擁有接近當代同口徑馬格南子彈的威力，並可以給同期的制式步槍使用而給了西部至尊的名號。
- 1873年美國也裝備了史密斯威森3號左輪手槍中折式轉輪手槍，具有較現代甩出式轉輪手槍為高的裝排彈速度和兩手使用同樣方便的優點，實際上成為稍晚出現的現代甩出式左輪手槍的強力競爭者的準現代化手槍，但因為對於使用子彈的限制而並未成為主流設計，而到二十世紀後期才漸被淘汰。
- 美國前裝修改為後裝的春田M1873步槍。（.45-70，口徑0.45inch = 11.43mm，黑火藥重量70格令（grains）= 4.56公克）

Springfield「Trapdoor」Model 1873 （页面存档备份，存于）【春田「活板門」M1873年式步槍實彈射擊】（YouTube）（英文）

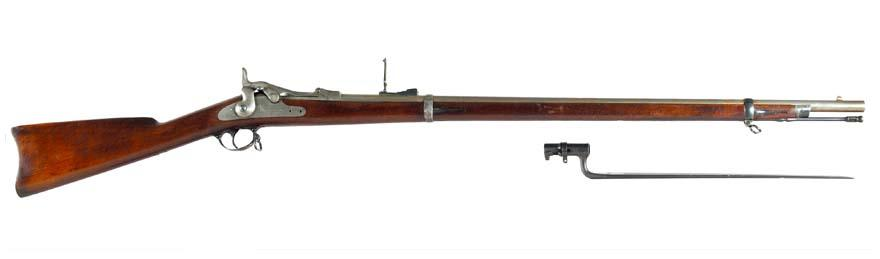
Springfield "Trapdoor" M1873步槍

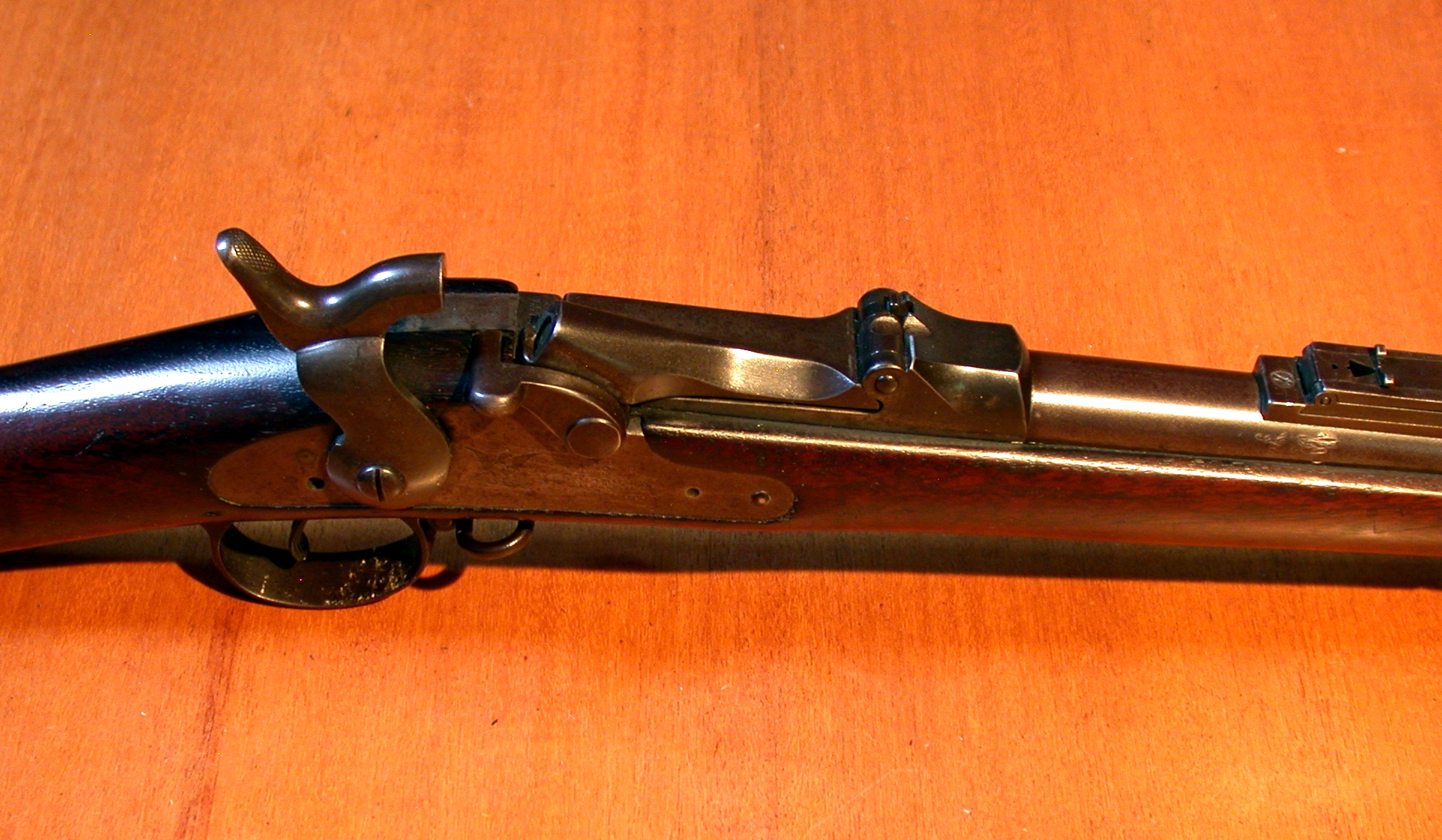
Model 1888, Verschluss

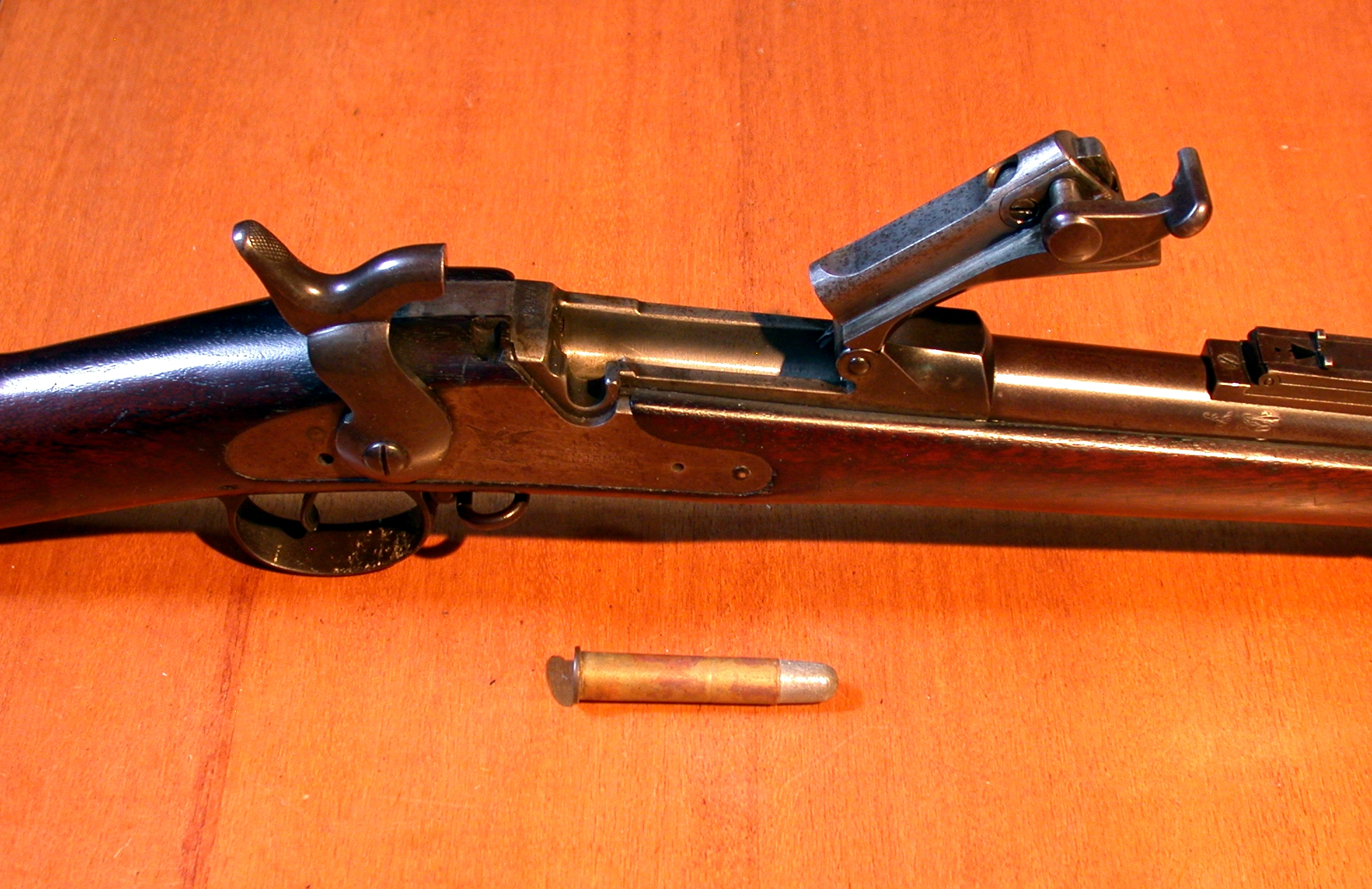
Model 1888, Verschluss offen, Patrone .45-70

- 1874年，法國軍方將夏塞波 步槍改裝成使用黃銅殼中間底火定裝彈，成為第一使用黃銅殼中間底火定裝彈的步槍，稱為格拉斯 步槍（英语：Fusil Gras mle 1874）〔Fusil Gras mle 1874〕（日本明治十三年式步槍參考了Mauser M1871和Gras M1874步槍），並在中法戰爭中發揮其應有的威力。

①Shooting Mle. 1874 Gras with and without fixed bayonet.avi （页面存档备份，存于）【格拉斯步槍實彈射擊】
②村田銃、Murata gun （页面存档备份，存于）【村田步槍靜態展示】（YouTube）（英文）

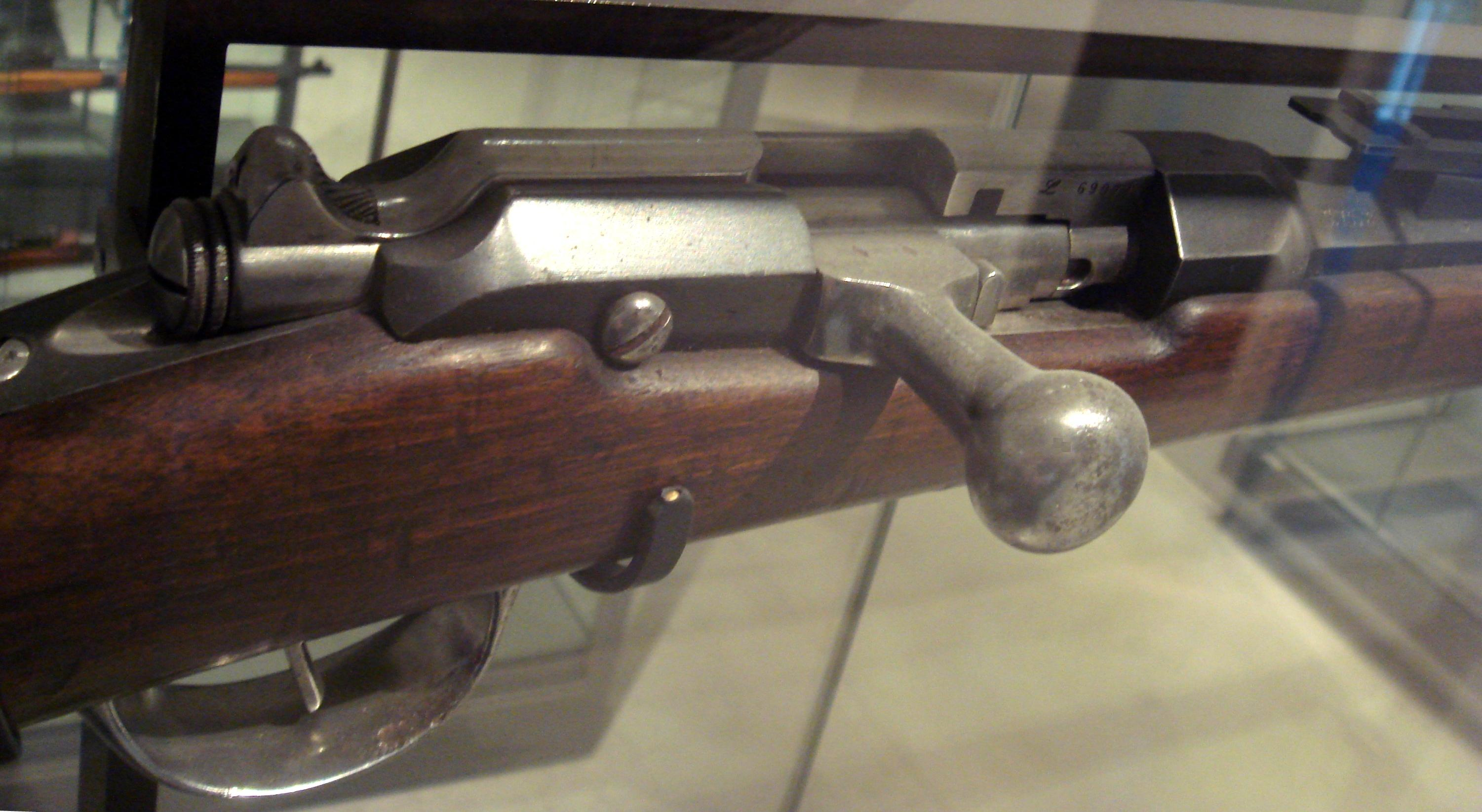
格拉斯 步槍〔Fusil Gras M80 1874〕

- 俄土战争 （1877年-1878年），因為部分裝備了帶彈倉的溫徹斯特連發步槍的土軍，一度對使用單發的後膛定裝彈的丹伯單發裝填步槍和1867型Krnka步槍（前装改成後装槍）的俄軍取得重大的優勢，甚至殺傷了數倍於己的俄軍。直到戰爭的後期俄軍改變戰略攻勢方向，使未裝備新槍的土軍被攻其不備，俄軍才反敗為勝的。本戰役也證明了帶彈倉的槍械的決定性優勢，但同樣證明先進武器需要被大量裝備，才能有效發揮影響。
- 1882年瑞士軍官Eduard Rubin發明全被甲彈頭，解決了以往因純鉛制彈頭，因為被火藥的炸力和炸熱加上膛線的磨蝕，而在剛離開槍口未到達目標前便變形而喪失準度和威力的侷限。
- 無煙火藥於1884年的发明是枪械史上一个重要的里程碑。在金屬彈殼問世後，很多槍匠和發明家都尝試過在不增加整個槍型尺寸重量下，增加槍支的射速和單發子彈的槍口初速。他们設計出多种單管機槍和瓶狀彈殼，但使用极易被當時的裝藥所限制。原因是數百年來沿用的火藥配方：黑火藥本身作為發射藥的使用條件很苛刻的，其推力雖然不大但燃點較低，對於連發時發熱的槍身有可能做成彈藥自燃的危險。還另有容易留下殘渣的缺點，所以增加射速便要頻頻清理。加上密集射擊時冒出的白煙，會影響射手視野和易被敵人發現。直到無煙火藥於1884年出現，解決了黑火藥对槍械的射速和彈頭初速的限制問題。
- 美國人馬克沁於1884年發明馬克沁機槍。但其試制槍起初使用黑火藥，並未被軍隊所採用。到1889年改用無煙火藥才被接受，成為第一支自動裝填槍械。

Backyard Maxim Machine Gun Shoot （页面存档备份，存于）【馬克沁機槍實彈射擊】（YouTube）（英文）
- 奧匈帝國著名設計家曼利夏（Ferdinand Mannlicher），在1885至1886年發明了射速最快的手動直拉式槍機步槍，和其應用的彈夾條和其進一步發展的漏夾，成為第一種可拆式活動供彈具。雖然直拉式槍機後被射速更快的半自動步槍取代，但彈夾的發明大大增加了帶多發彈倉或更後彈匣式槍械的裝填速度和可靠性。

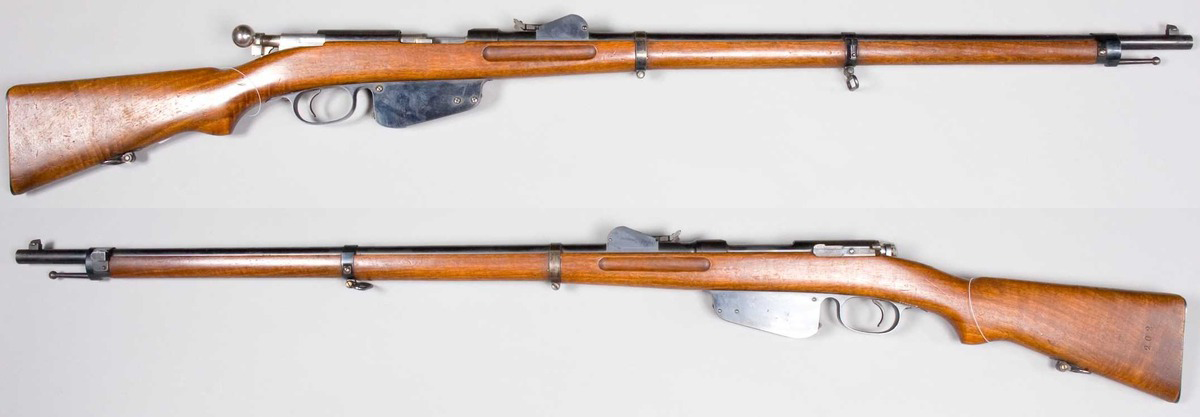
曼利夏（Mannlicher）M1886

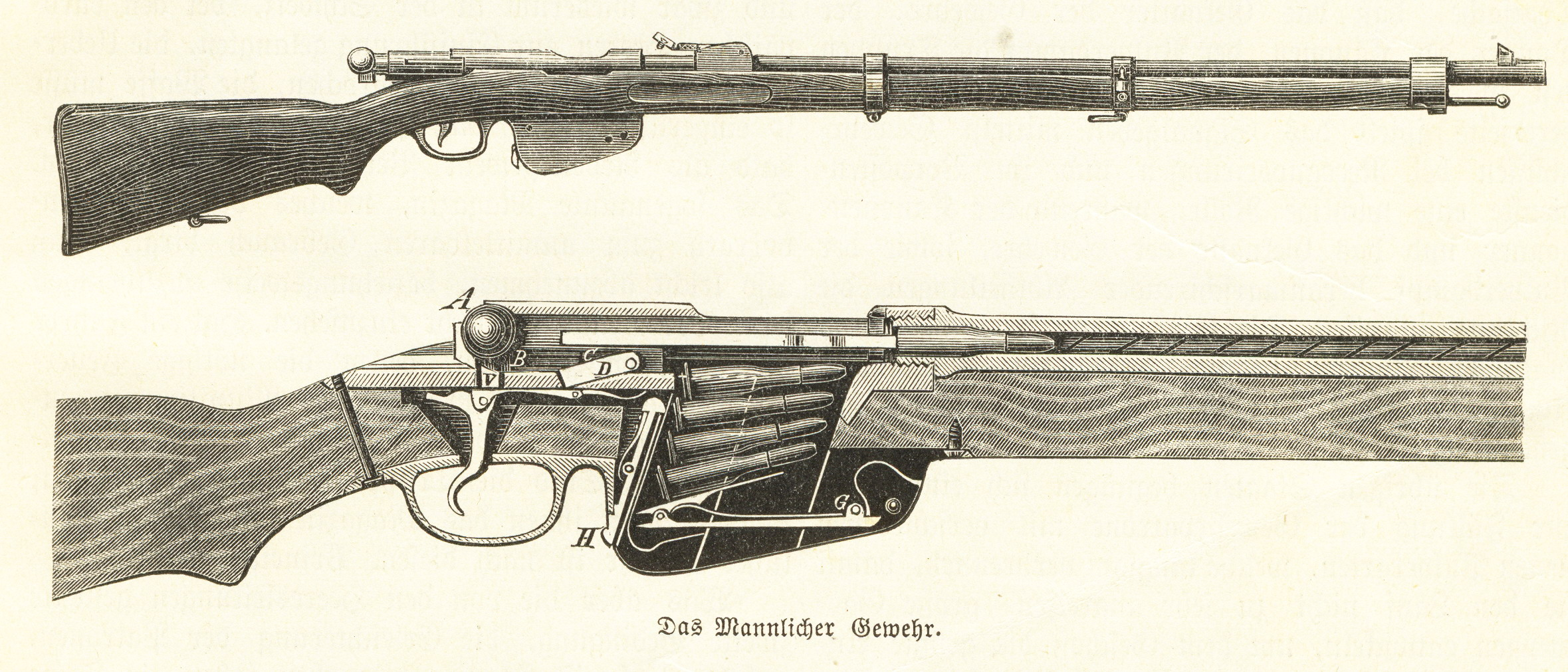
曼利夏（Mannlicher）M1886 剖面圖

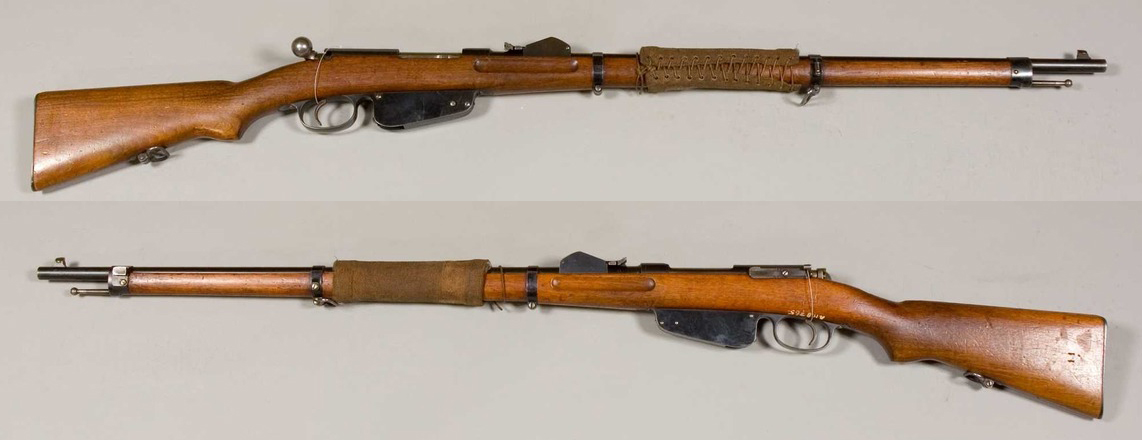
曼利夏 M1888 步槍（Mannlicher M1888 Rifle）

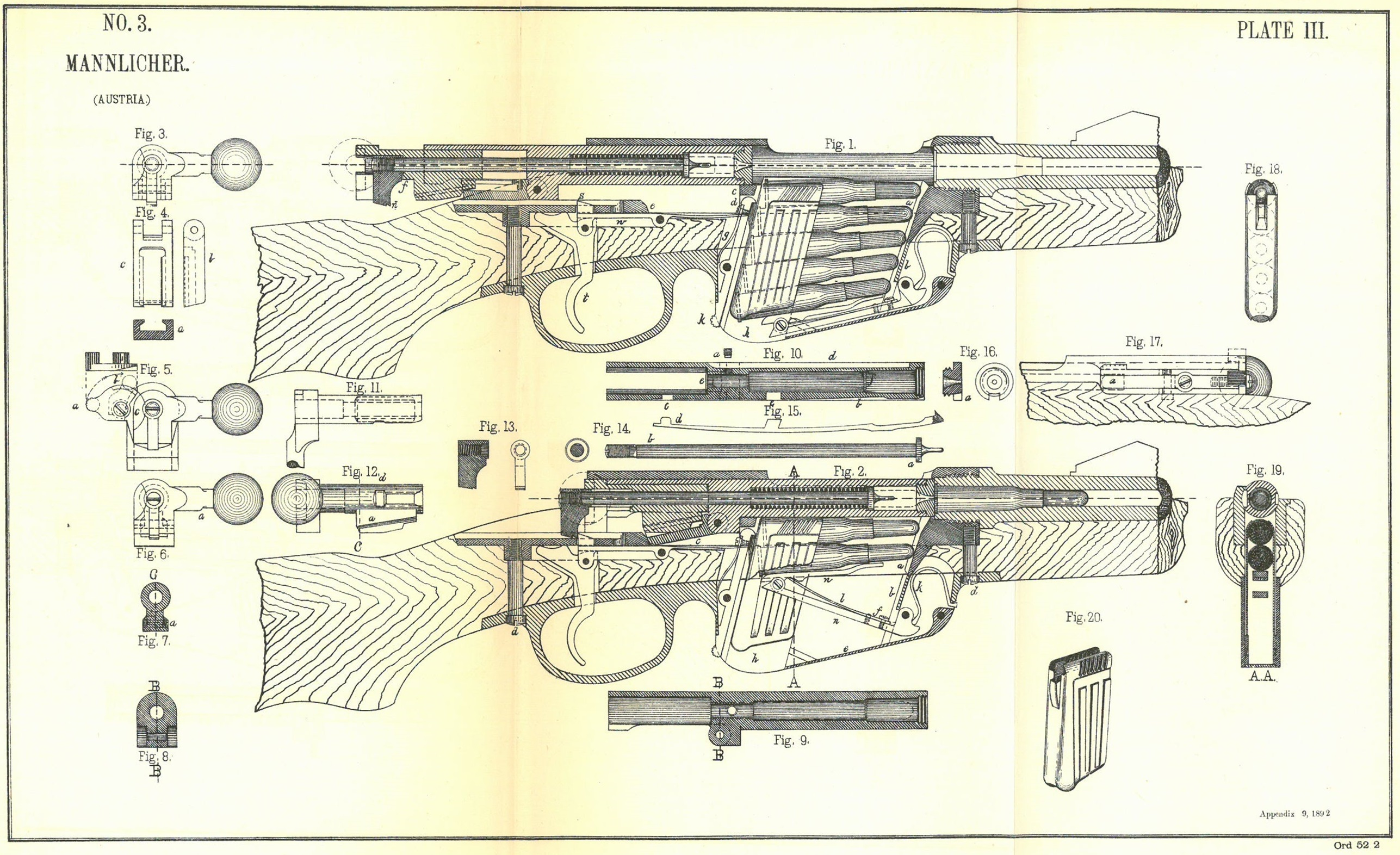
曼曼利夏 M1888 步槍 剖面圖（Mannlicher M1888 Rifle Section）

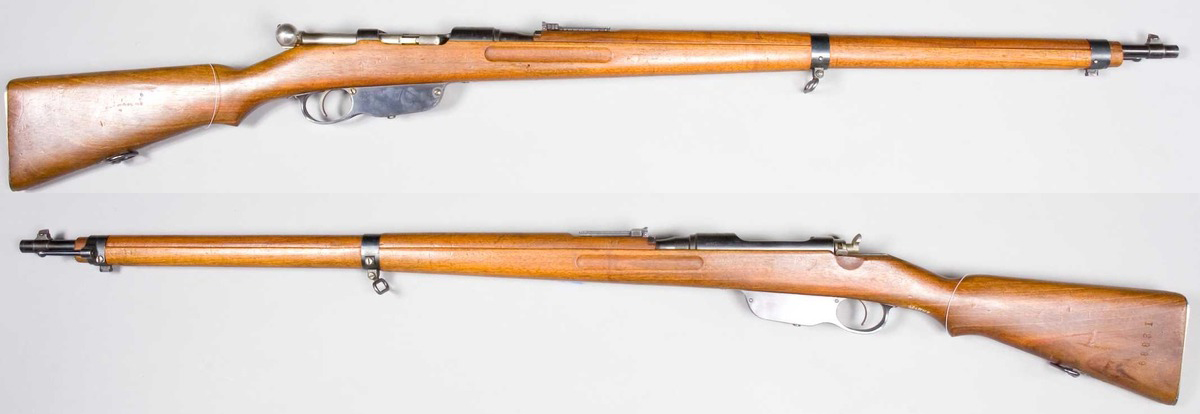
曼利夏 M1895 步槍（Mannlicher M1895 Rifle）

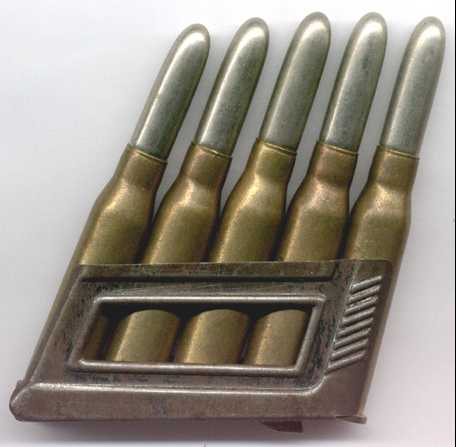
曼利夏 M1895 步槍所用 8x50mmR子彈

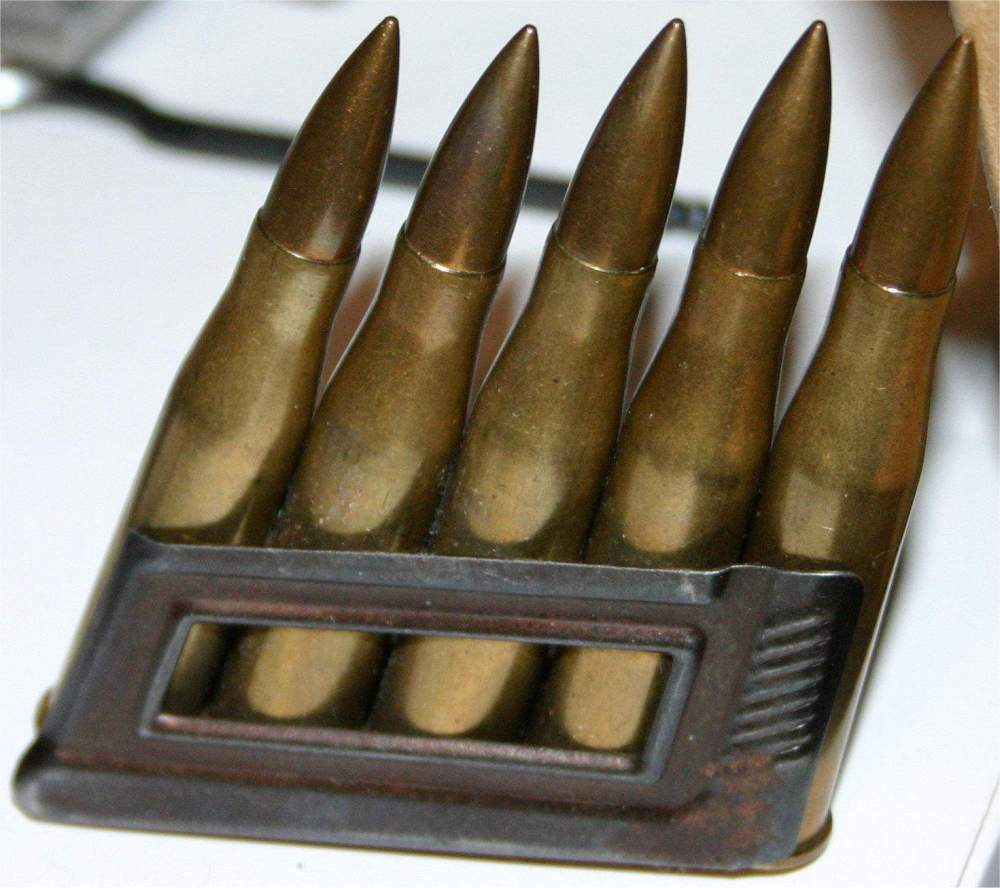
曼利夏 M1895/30步槍所用 8x56mmR子彈

- 法國於1886年推出勒貝爾M1886步槍〔Lebel M1886 Rifle〕和其新型的8毫米步槍彈，後者率先採用了無煙火藥和現代步槍子彈的瓶狀彈殼與中口徑彈头。这是第一種現代步槍弹和適應它的步槍。因為有較高的初速（每秒六百米級）和流線型的彈頭，所以彈道平直而易於瞄準射擊遠處的敵人。但勒貝爾M1886步槍的8毫米步槍子彈，起初仍然用較重的鈍圓型彈頭，在1898年改良了之前彈型成較輕的尖頭彈，徹底減少了不必要的重量和空氣的阻力，初速達到700公尺/秒，將有效射程大幅提升到接近一千公尺。

Original 1886 French Lebel 8mm rifle at 420 yards. （页面存档备份，存于）【勒貝爾M1886步槍實彈射擊】（YouTube）（英文）
- 1888年在勒貝爾M1886步槍（Lebel M1886 Rifle）的壓力下，德國成立『步槍試驗委員會』（Gewehr Prfungs Kommission，簡稱GPK）原本只想在毛瑟71/84步槍上做改進（縮小口徑，使用無煙火藥）後又改為獨自設計一款新槍，雖說是設計，但只是把世上現有的步槍設計揉合在一起，彈倉改進自曼利夏步槍，槍管膛線直接仿自勒貝爾步槍，槍管外套有一個由阿曼德·梅格（Armand Mieg）設計的全長式槍管套筒，這就是M1888委員會式步槍（Gewehr 1888）7.92 x 57mm。

Gewehr 88 （页面存档备份，存于）【M1888委員會式步槍實彈射擊】（Model 1888 commission rifle / Gewehr 88）（YouTube）（英文）

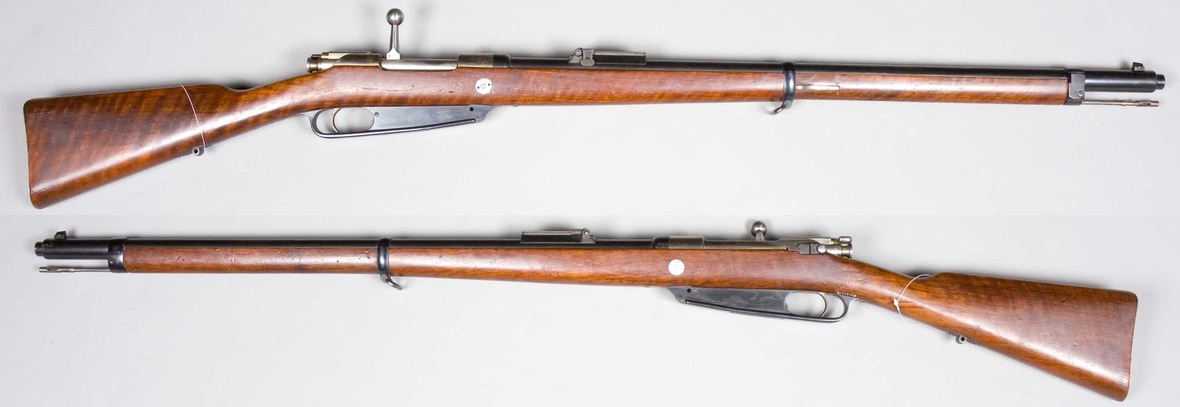
M1888委員會式（Commission）/ Gewehr 88

- 莫辛-納甘步槍（Mosin-Nagant），融和俄國陸軍上校莫辛和比利時槍械設計師納甘的設計，共同命名的手動步槍，中國稱為水連珠（因是從沙俄的海軍水兵身上第一次看到此槍）。

- 毛瑟（Mauser）M1898式（Gewehr 98）7.92 x 57mm

German Gewehr 98 Mauser Rifle 8x57mm Made in 1918 （页面存档备份，存于）【Gewehr 98 / 毛瑟（Mauser）M1898實彈射擊】（YouTube）（英文）

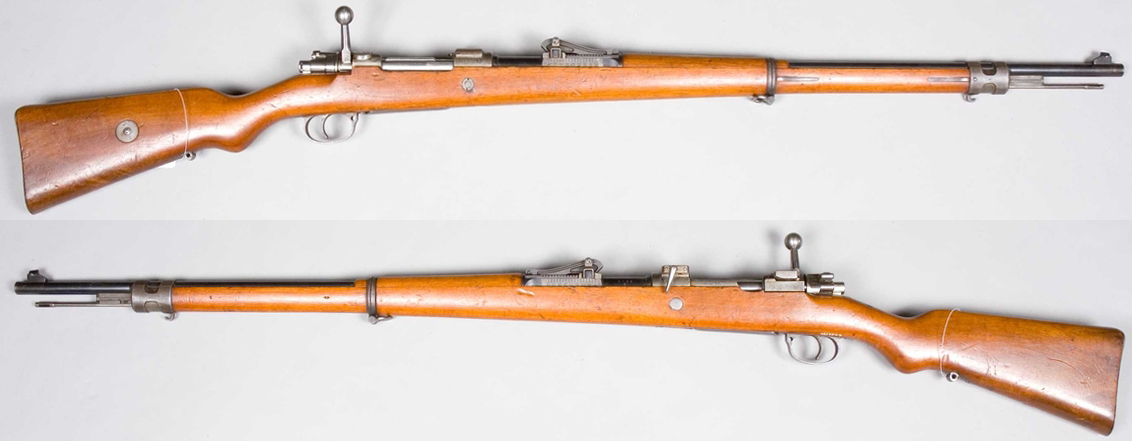
Gewehr 98 made in 1898. From the collections of the Swedish Army Museum

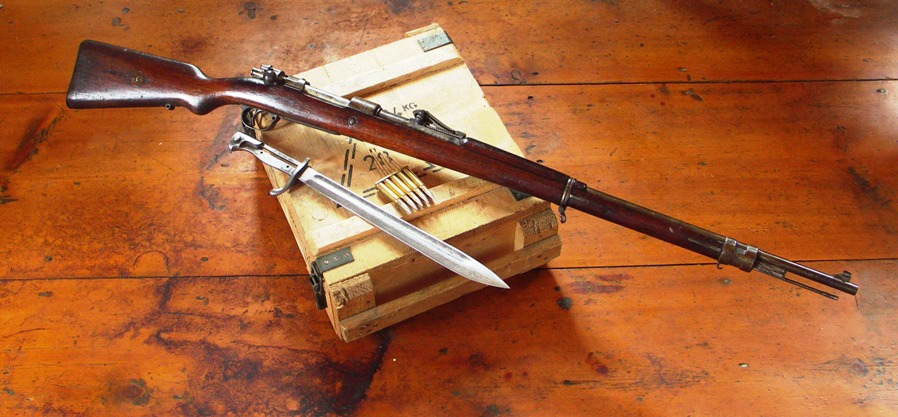
Gewehr 98

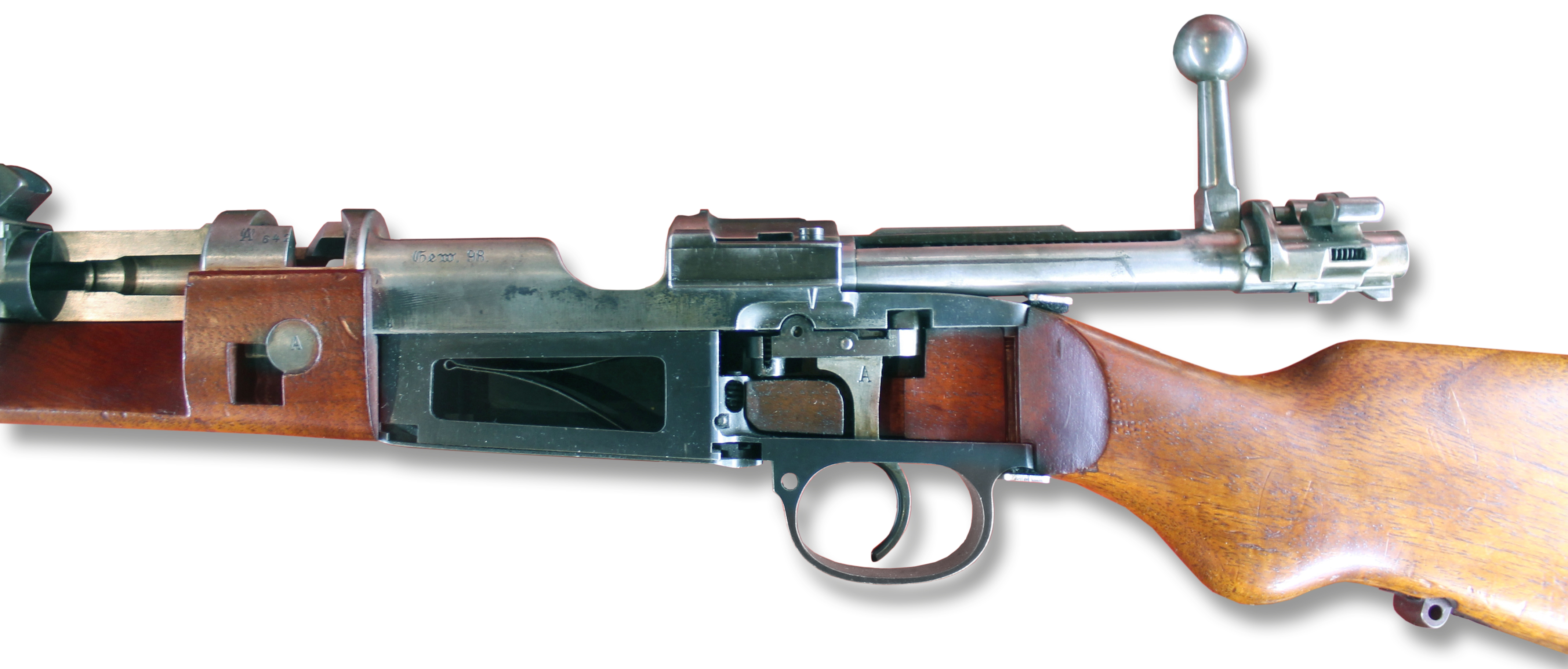
Mauser M98, cutaway model

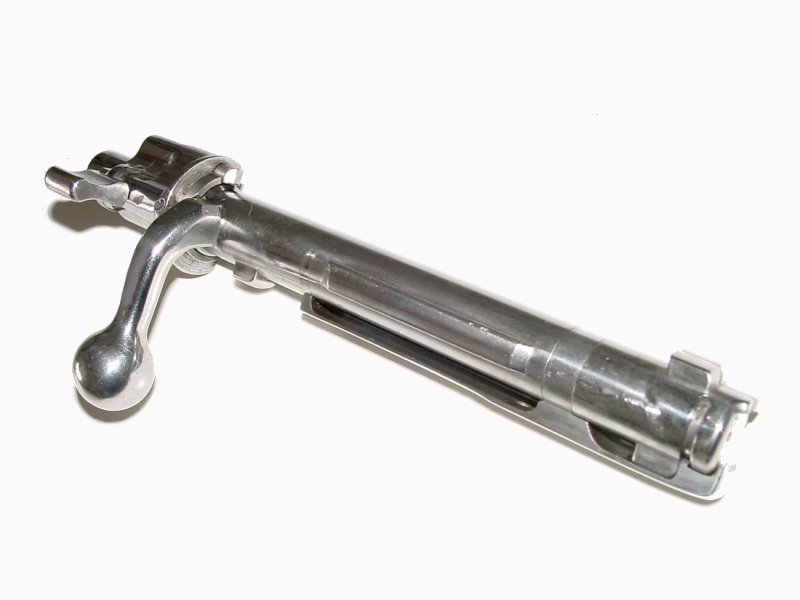
Mauser M98, marksman bolt group. Identifiable from the bent bolt handle.

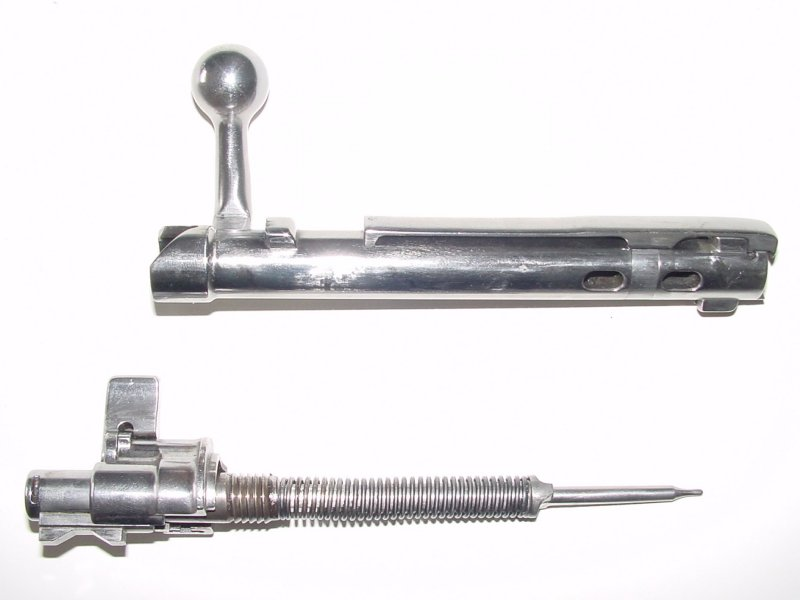
Mauser M98, bolt and firing pin and safety mechanism field stripped.

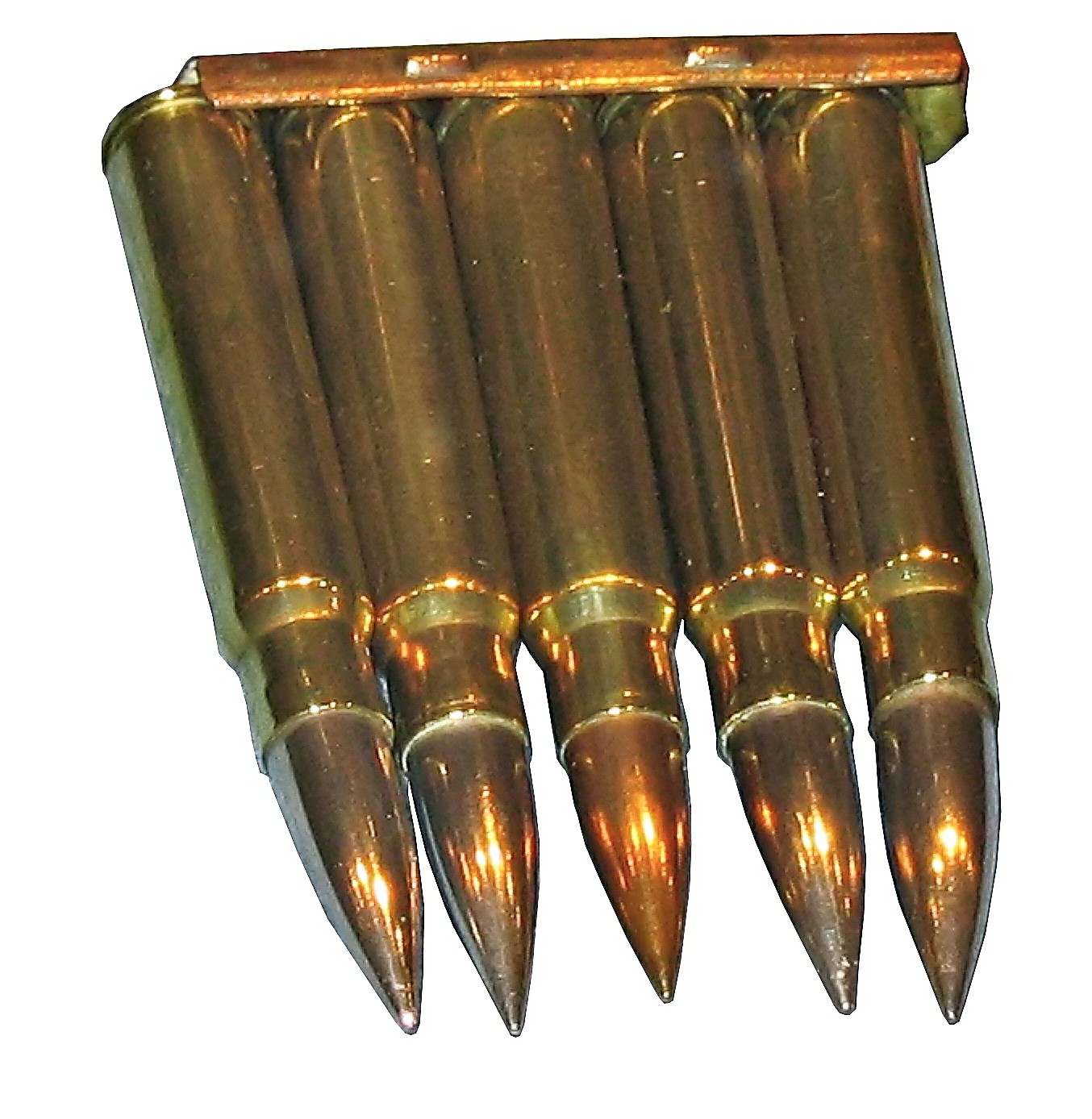
German World War I brass 5 round stripper clip with 7.92×57mm JS cartridges.

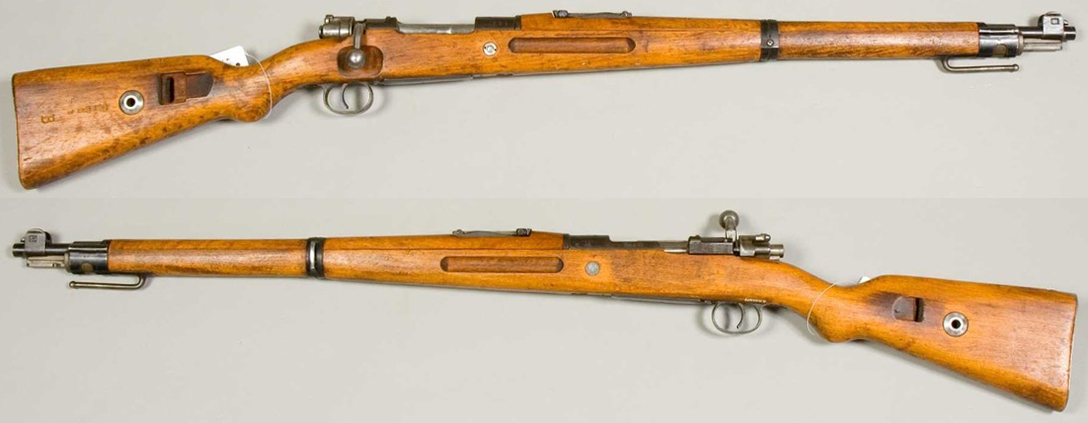
Karabiner 98az

- 美國M1903春田步槍：美西戰爭（1898年）中美國嚐到西班牙毛瑟M1893步槍（Spanish M1893）的苦頭，之後參考毛瑟步槍研製出M1903。

Spanish Mauser M1893 bolt action rifle in 7x57mm review （页面存档备份，存于）【西班牙 毛瑟 M1893步槍（Spanish Mauser M1893）】（五發內藏固定式彈匣）（英文）

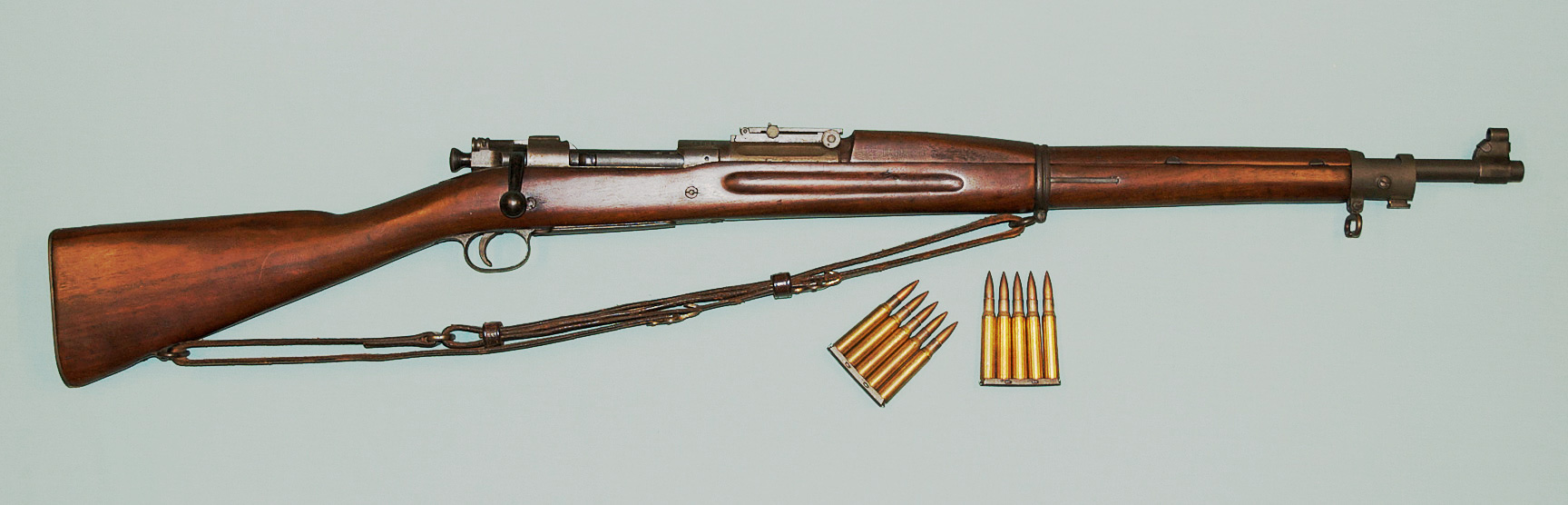
M1903 Springfield with loading clips

Spanish Mauser M1893 7x57mm Mauser （页面存档备份，存于）【西班牙 毛瑟 M1893步槍（Spanish Mauser M1893）實彈射擊】（英文）
- Lee Enfield Mad Minute Challenge Attempt #2 （页面存档备份，存于）【李-恩菲爾德（Lee-Enfield）瘋狂一分鐘】（英文）

The Enfield Rifle No. 4 （页面存档备份，存于）【李-恩菲爾德 NO.4（Lee-Enfield No.4）實彈射擊】（英文）
Very Fast Mad Minute from a SMLE- 10 Shots in 6.5 Seconds （页面存档备份，存于）
- 毛瑟Kar98k步槍，由Gew 98步槍改進演變而成。

Mauser Kar 98K （页面存档备份，存于）【毛瑟（Mauser）Kar98k實彈射擊①】（YouTube）（英文）

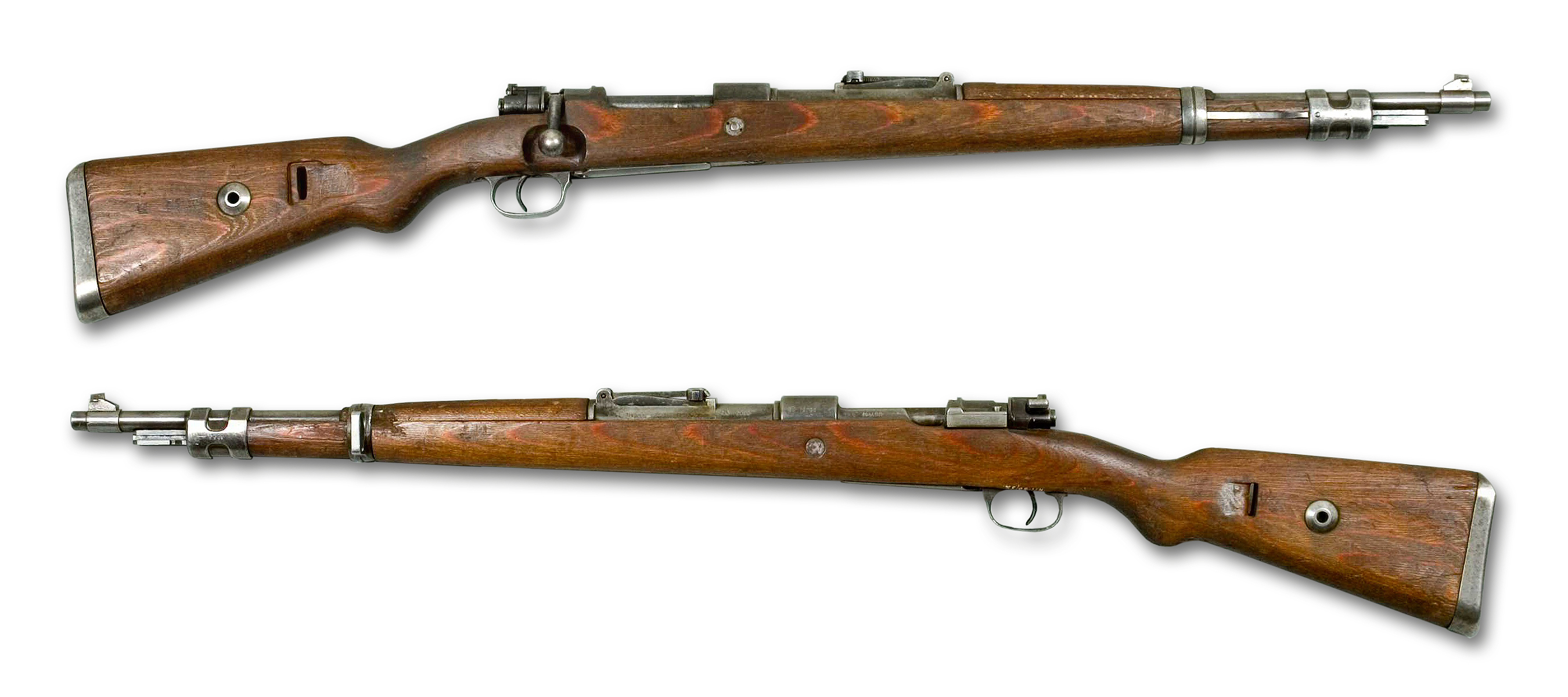
Karabiner 98k from the collections of the Swedish Army Museum

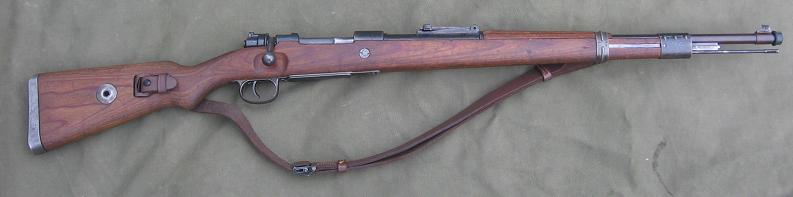
毛瑟Kar98k步槍

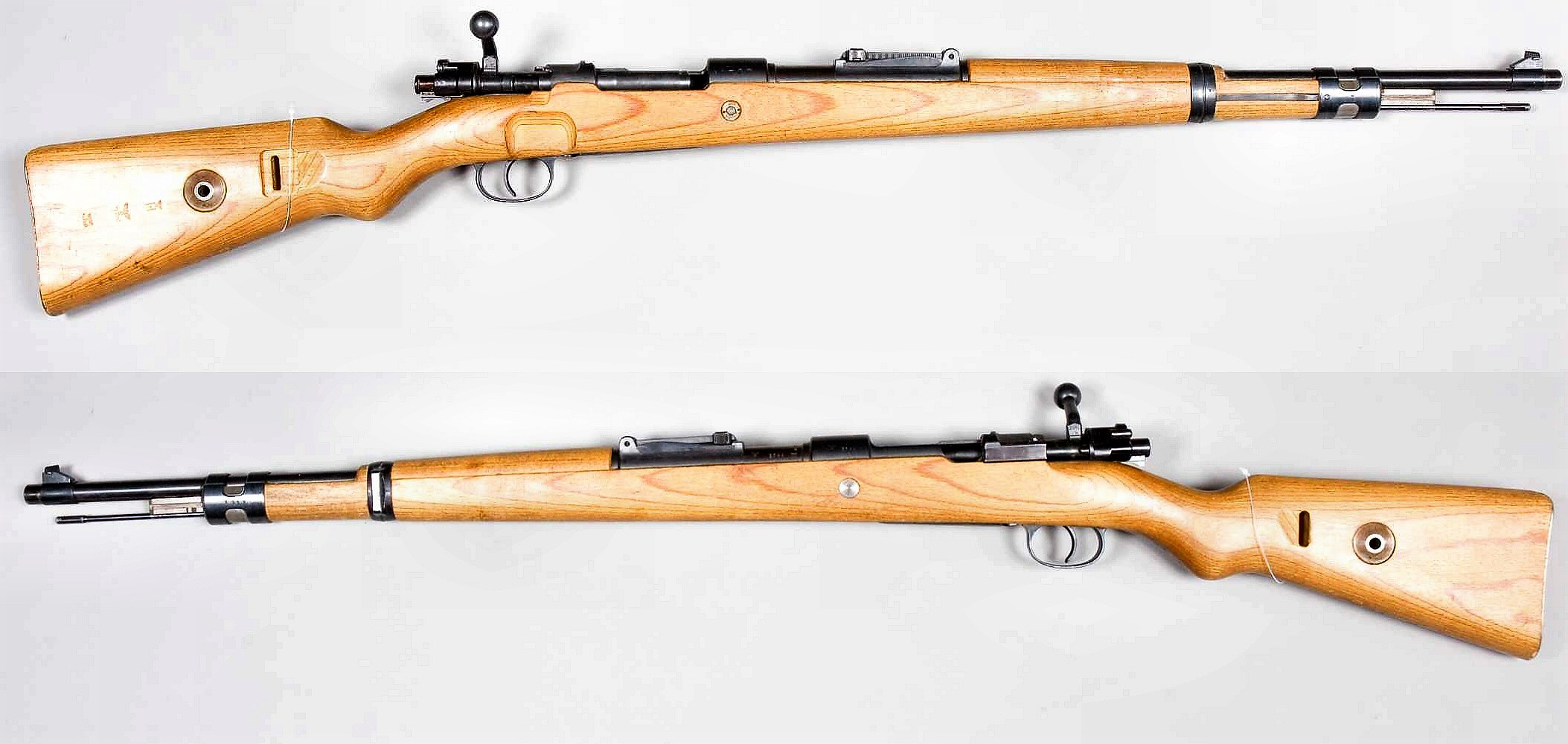
Karabiner 98 kurz
Karabiner 98k in mint condition, made in 1940. From the collections of the Swedish Army Museum

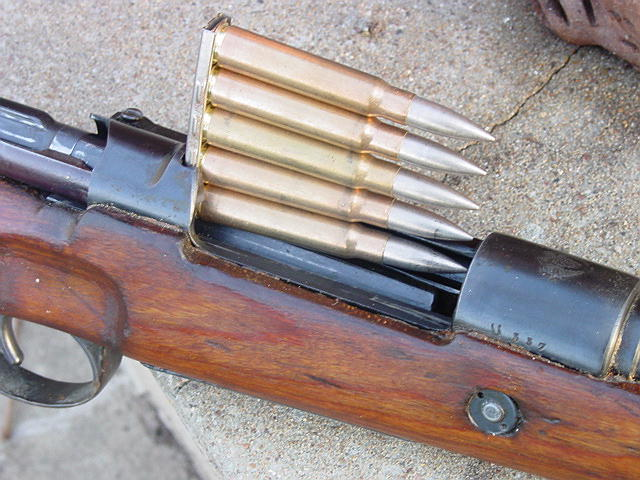
Karabiner 98k stripper clip with five 7.92×57mm Mauser cartridges

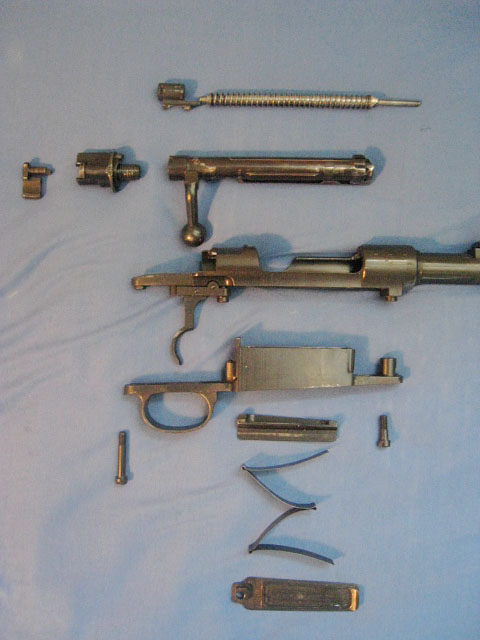
A disassembled Karabiner 98k action

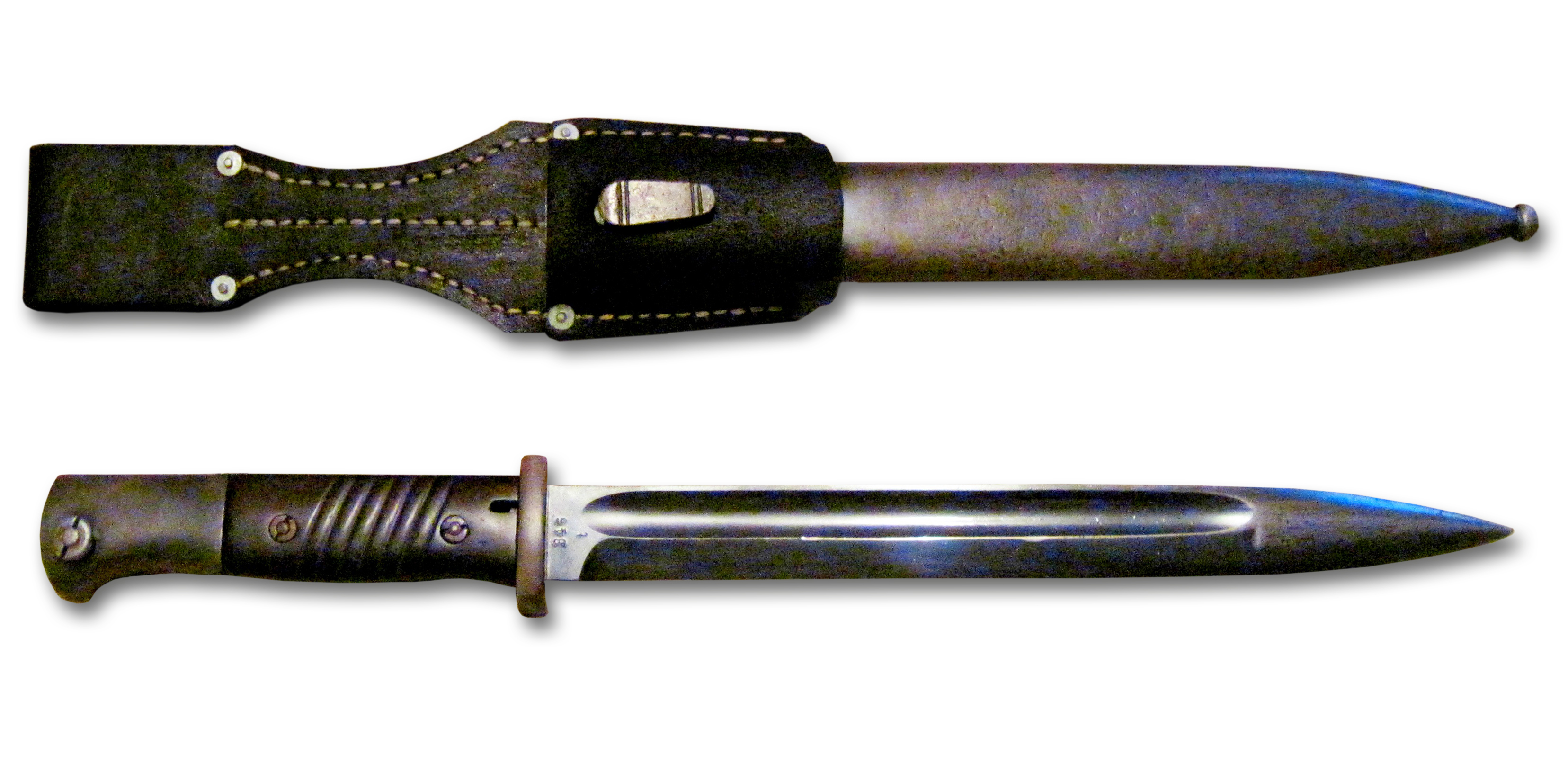
S84/98 III bayonet and scabbard

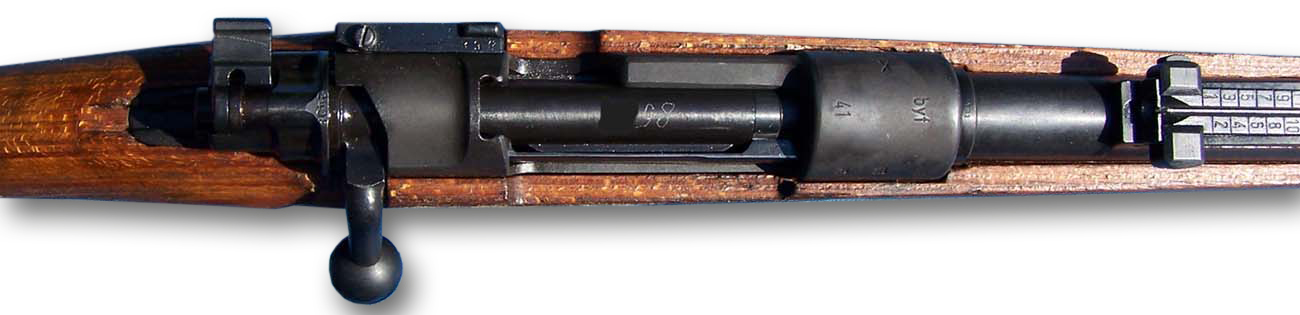
A close up of the action of a Karabiner 98k. Note the electro-penciled bolt and the X on the left side of the receiver. Both are indicators of a Russian captured weapon.

K98k Rifle: Backbone of the Wehrmacht （页面存档备份，存于）【毛瑟（Mauser）Kar98k實彈射擊②】（YouTube）（英文）

### 現代

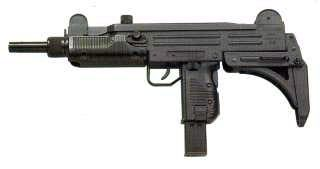
烏茲衝鋒槍

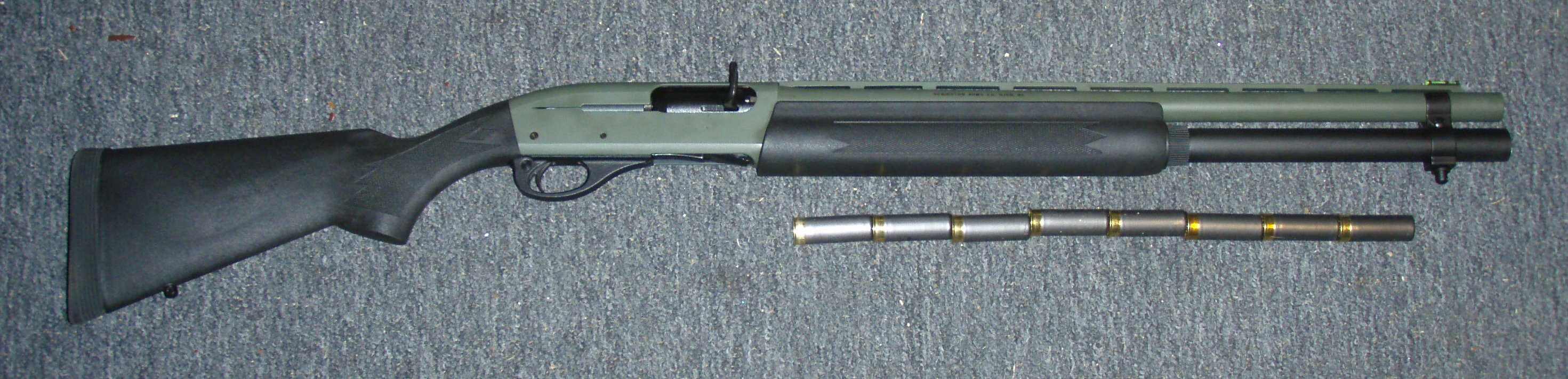
雷明登1100半自動霰彈槍

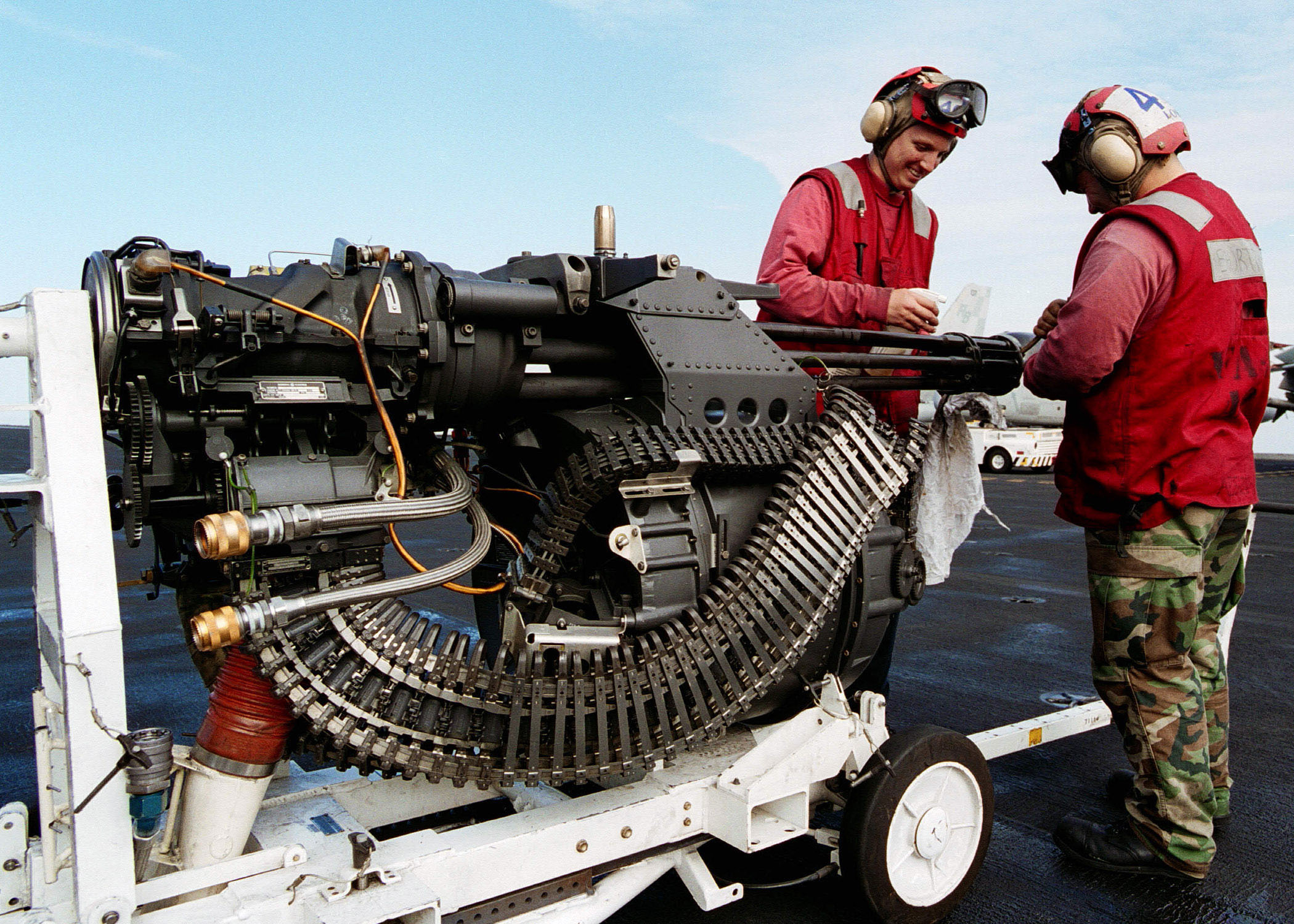
火神機砲M61

現代槍械指十九世紀末開始，把從近代完成了的基礎科技，即膛線、中心發火金屬定裝彈殼、無煙火藥、閉鎖裝置等，向符合實際戰鬥需要發展出不同的「槍械」，而在三十年代起制槍技術有重大發展，便是開始普遍使用衝壓的方式制造，以滿足在二戰時需求平價快速生產的槍械。但因為衝壓零件的精度較低而為了保障射擊的精度，仍然很同時使用車床等早期的近現代技術。此时有三個發展方向：
1. 小型速射的槍械，已經包辦了連近戰內的幾乎所有人對人的戰鬥。即使是非連射槍械也可以只扣動板機即射而每分鐘發射數十發，有左輪手槍、半自動手槍、半自動步槍。連發射槍械可以每次射出多個彈頭而每分鐘數百發以上，較小型的有戰鬥霰彈槍、衝鋒槍、自動步槍，和較大的機槍或超出槍械規格的機炮都被稱為廣義的自動火器。
2. 裝甲車和坦克在一次大戰的戰場為應付槍林彈雨的威脅出現，反過來促成了有比傳統槍械更具單發破壞力的廣義輕武器出現，也開始超越了狹義槍械的境界，有榴彈發射器、反器材步槍、反坦克火箭和無後座力炮等。而為了應付敵方軍機的威脅，出現了重機槍作為陸海軍防範低飛敵機的手段。
3. 非致命武器由于现代社會的治安需要而出现。包括發射非致命武器的防暴彈藥，如催淚彈、胡椒噴霧、電槍、橡皮子彈等。

在这一段时间内，有以下的标志性事件：
- 美國柯爾特公司於1889年，推出甩出轉輪的M1892型手槍，是首支被軍警採用的現代左輪手槍。其退殼和再填裝都較易，並可以使用快速裝彈器或彈夾加速裝彈。奧地利人Joseph Laumann1892年，發明肖伯格手槍，是为第一支成功的半自動手槍；1896年德國駁殼槍成為第一種量產化的自動手槍；1908年德國的魯格手槍成為第一種被制式化採用的自動手槍。
- 德國1893年推出配合專用彈匣的博查特C-93手槍，1902年英國韋伯利發明了左輪手槍專用的快速裝彈器，都大大加快了手槍再裝填的速度和可靠性。類似的可拆式供彈具設計更被推廣到步槍，間接衍生了後來的自動步槍和衝鋒槍。
- 十九世紀末不少軍事企業和槍匠都試制過自動步槍，但總被嫌棄其笨重和不可靠。丹麥軍官麥德森1896年，把其變成機槍的小型化代用品即輕機槍，便發明出第一支可以單人携帶的麥德森輕機槍。1917年美國發明家約翰·白朗寧發明了白朗寧自動步槍，是世界上第一種被採用的自動步槍，但實際上仍然被當作輕機使用的。因為不需以水冷，故輕機槍被一戰時廣泛安裝於飛機、坦克、裝甲車等機動兵器上，即空用機槍和車載機槍。
- 美國1897年推出溫徹斯特M1897，首先使用泵動式槍機和無煙火藥的現代戰鬥霰彈槍，雖每次射擊都要手動，但因為每秒便可以發射超過一次，使用鹿彈时每次射出約十個和手槍彈同級威力的彈頭，實際射速比衝鋒槍還快，所以徹底解決近戰武器火力的問題，但缺點是不適合遠射，除了美國外沒有軍隊採用。1902年美國更推出首種半自動霰彈槍白朗寧Auto-5。為歷史的關係起初只有英美接受軍用霰彈槍，霰彈槍花了近一世紀才被普及到各國的軍隊去。可因為適合發射非致命的彈藥而早便經常被警察使用。
- 第一種由無煙火藥發射，專用的大口徑高初速子彈和其專用步槍，Nitro Express在1898年問世，槍口動能可達制式步槍數倍級，除了本來用途於獵殺特大型動物外，亦被軍方少量採用作破壞簡單防御工事，或狙擊較遠的目標。1917年協約國坦克進攻同盟國防線時，德國把以往開發使用大威力步槍經驗，配以增強火藥分量和穿甲彈頭並延長槍管，發展成突化了貫穿效果的反坦克步槍，在戰後又被發展反器材步槍。
- 墨西哥將軍孟覺更1908年，發明第一支量產的半自動步槍，即蒙德拉貢步槍被墨西哥軍隊正式採用。但因為墨西哥革命未完成裝備便停產。而鄰近的美國率先注意並在1936年採用M1步槍，成為第一種被大量列裝並外銷國際市場的半自動步槍，還衍生了輕量化的M1卡宾枪和其專用的.30卡賓槍彈，是第一種大量使用的中間型威力槍彈。
- 英國工程師黑爾斯在1908年開發出槍榴彈，大大延長故有手榴彈的投射距離，使到步槍的應用更為廣泛。而二戰時德國也把信號槍改裝成可以發射反坦克榴彈。
- 1914年一次大戰爆發，為了應付塹壕戰，除了美軍的戰鬥霰彈槍揚威外，為應付稍遠的目標，1915年義大利Villar-Perosa 公司，發明了第一支使用手槍子彈的衝鋒槍雛型並以公司的名字命名，即維拉爾—佩羅薩空用衝鋒槍。而另外一方面德國和奧匈帝國試制沖鋒手槍。1918年德國的MP18衝鋒槍和義大利貝瑞塔M1918衝鋒槍確立了量產型和制式化的衝鋒槍概念和外觀，但仍然未滿足一般步槍射程的需要。雖然法國和俄國也開發可以被後世稱為突擊步槍的原型的輕量化自動步槍，但都因戰爭結束和政局動蕩因素而被停止了。
- 兩次大戰間槍械被進一步發展了：鑒於上述特大威力步槍和相应彈药的問世，1921年白朗寧研制成功的M2勃朗宁机枪，成為第一支現代大口徑重機槍，主要用於防空和對付裝甲車輛。同年日本首創了十年式擲彈筒，成為第一種被軍隊正式採用的榴彈發射器，其改良型八九式擲彈筒更被譽為日本戰時最出色的輕武器，但因為瞄準的不便沒有其他國家的軍隊使用相似的武器；但因為榴彈發射器適合發射非致命的彈藥，而被警察採用作防暴。德國於1934年裝備MG34通用機槍，是第一種被採用的通用機槍。而1938年德國開始裝備MP38衝鋒槍，率先使用現代衝鋒的特徵的可摺疊的槍托，首創在不縮短槍管長度下縮短整個槍型的設計。手槍的也有重大發展：德國1929年開發出首創雙動式槍機的瓦爾特PP手槍，大大提高了自動手槍的首發射速和平時安全性。同國毛瑟1932年開發了駁殼槍的M712連發版即第一支量產的衝鋒手槍，1935年美國的史密斯威森M27左輪手槍是第一種有多發彈倉，還屬甩出式轉輪所以可配快速装彈器的馬格南（較同口徑傳統更高初速更大威力）子彈的現代構造的手槍，以前類似的子彈只可以用在單發手槍或固定轉輪式的老式手槍上。
- 1939年二次大戰爆發，為了應付閃電戰各國大力發展反坦克武器，德國於1940年正式裝備早年被美國開發未成功的無後座力炮，並不久推出了其普及版即鐵拳等。美國1941年推出了巴祖卡火箭筒，成為第一種反坦克火箭，又被蘇聯綜合了巴祖卡和鐵拳的特長而發明了火箭推進榴彈。
- 1943年德國發明了第一支StG44突擊步槍和其專用的7.92×33mm Kurz中間型威力槍彈，徹底解決了連發槍械中，輕機槍過重而霰彈槍和衝鋒槍射程過短的問題，終使到步兵可以用一支槍便應付各種戰鬥的需要。蘇聯於1951年裝備了AK-47突擊步槍，是第一支被用作制式裝備的突擊步槍，還推出了折疊槍托的AKS-47，尺寸和重量僅跟最早初的衝鋒槍相當。和1959年推出的AK的輕量化和平價版本的AKM突擊步槍，同年美國改良了以前的突擊步槍，開始生產裝備了比AKM更輕型的M16突擊步槍，成為首支大量生產的小口徑步槍。而各種突擊步槍都推出了使用折疊或伸縮槍托的衍生型，往後更推出了各種短槍管的卡賓槍，成為了戰鬥中最重要的小型武器了。1977年前蘇聯也接受和裝備了小口徑版本的AK-74突擊步槍；同年法國和奧地利又進一步，開始正式大量裝備了無托結構的FAMAS和AUG突擊步槍。無托式步槍可以在保持槍管長度下，大大縮短全槍的長度。現代無托式標準型突擊步槍或有托突擊步槍的卡賓槍型已經比早期的衝鋒槍還短小。而最新的有托突擊步槍都是以摺疊或伸縮槍托做標準型了，如AK-74M突擊步槍和M4卡賓槍與FN FNC突擊步槍。
- 四五十年代捷克斯洛伐克的CZ 25和以色列的烏茲衝鋒槍，採用包絡式槍機的新設計縮短了全長，使到幾乎被現代突擊步槍淘汰的衝鋒槍重新得到发展。衝鋒槍介乎突擊步槍和傳統的衝鋒手槍之間，適合治安和非步兵使用，獲得了警察和非前線部隊的重視。
- 因為以突擊步槍作為制式步槍後，制式步槍的最大有效射程和單發的威力都減低下，為了狙擊的需要1963年蘇聯開發了第一種專用的狙擊步槍SVD。而現在各國最先進的狙擊步槍的精度和威力，都已經超過了SVD等早期的狙擊步槍。
- 美國1960年代參考了二戰時日軍的擲彈筒概念，開發了榴彈發射器作為小股的步兵火力的支援，如M79和M203等型號，引起了包括當時的蘇聯在內的各先進國家關注和仿制。而因越戰和同期的歐美國家的国内暴動關係，各國開始注意一直被忽視的霰彈槍，兩者的半自動和全自動型號都相繼問世和被軍警所採用。
- 在越戰時美國恢復使用被遺忘多年的加特林機槍，因為有不會因為個別子彈瞎火便無法繼續發射的優點，而且射速較同重量多聯裝單管機槍快，被廣泛安裝到車輛、船艦、飛行器上。
- 為了方便後勤和訓練，部分設計師提出以突擊步槍為中心的槍族化概念，即在通用的一個機匣上可以透過更換槍管和其他組件，變更其用途成不同的機械種類，第一次被正式地提出的槍族化是斯通納63武器系統，而卡拉什尼科夫槍族可算是最成功的槍族。
- 自六十年代起工程塑料、鋁合金、不鏽鋼等新型材料大量應用到枪械制造中。更輕巧耐用堅固並合人手感覺良好的新式槍械大量出现，如M16自動步槍和格洛克手槍。
- 自九十年代起，部分先進國家開始採用個人防衛武器，兼有衝鋒槍的輕便和易用，和小型的突擊步槍的中距射程和近距離貫穿力，裝備給非前線的部隊或特種作戰需要。

### 未來

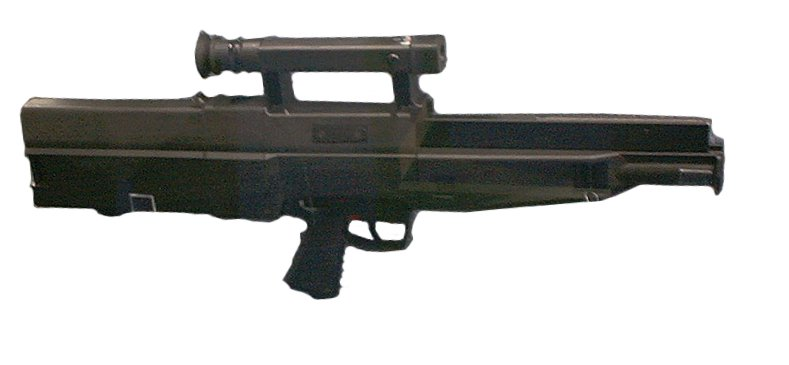
無彈殼的HK G11突擊步槍

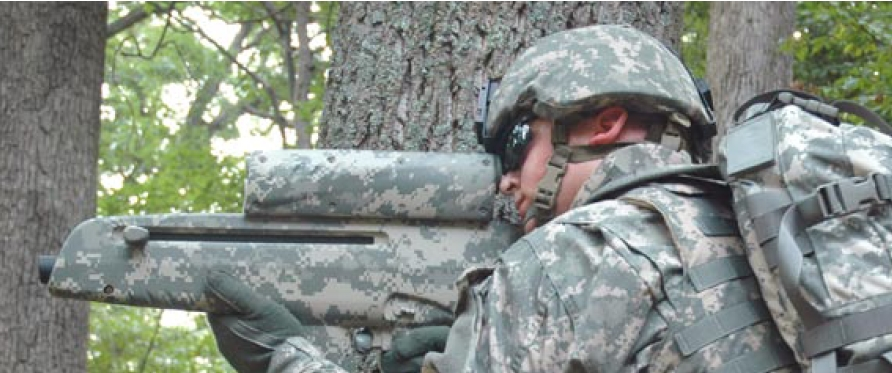
XM29 OICW理想單兵戰鬥武器

最近開始有人使用立體打印機和粉末冶金等新型技術制造槍械，但並未獲得普遍的成功，可是引起為犯罪用類似傳統鐵匠方式土製簡易槍枝的疑慮。
對於槍械未來的前途和發展，在二十世紀六十年代已經有人作遠期預研了，並且常在科幻文化和國防預算的爭辯中出現。有兩種觀點是認為槍械沒有前途並行將被取代：1.機動兵器已經代替了步兵完成絕大部分的戰略任務，未來軍用機器人將完全取代步兵的佔領和警察的治安任務，實際在二戰開始無人兵器便量產而無人機或迷你多遙控坦克早就使用當中。即使繼續用槍械也僅被固定在機器人身上而非手持，也喪失有持續發展全新槍械的必要。2.第二種觀點認為隨著先進的技術，將出現比槍械更有威力的小型武器，最明顯的是非火藥的輕武器例如激光武器和電磁砲。另一些軍事科學家開發火藥式的前衛小型武器，如用納米技術制造的微型對個人用的導彈等。
但更多人認為此兩種較科幻的觀點較受到技術和倫理的限制，在技術上常被科幻文化誇大其詞外，在倫理上的爭議如：以機器人作戰可能使控制員把戰爭當作電子遊戲，激光槍可能用來刻意地致盲（見关于激光致盲武器的议定书）或引發不必要的火災，以微型導彈狙擊中的人將被粉身碎骨的恐怖----故最有可能是出現新原理和結構的槍械，以下介紹一少部分較具知名度的前瞻性的研究。
- 在美國六十年代開發過特種用途單兵武器，為一種把卡賓槍和小型榴彈發射器合一的槍械，而步槍還可以發射新型的箭形彈。步槍本身失敗但改為簡化M16突擊步槍和M203榴彈發射器合一的成功的經驗。
- 在九十年代美再提出的相似的概念理想單兵戰鬥武器（英语：Objective Individual Combat Weapon）XM29 OICW，但一直未達標。而同系列的XM307自動榴彈發射器一舉代替重機槍和大型的全自動榴彈發射器失敗。
- 在以上同期美國又發展過無閉鎖槍械等，放棄使用了百多年的金屬彈殼和閉鎖裝置，改為塑料殼彈但都因為越戰結束後的經費問題被放棄了。
- 西德六十到九十年代開發的一種使用無殼彈，推進方式類似傳統彈，但把發射藥用纖維素粘合成整塊狀，稱為無殼彈藥的HK G11突擊步槍，因為東西德統一和冷戰結束而只被少量裝備。
- 前蘇聯和俄羅斯在八九十年代開發的使用普通彈的先進結構AN-94突击步枪，因為結構複雜和冷戰結束和蘇聯解體，對價格高昂的新槍只有少量被採購。
- 美國在八十年代再提出先進戰鬥步槍計劃，其中包括了四種方案，其中包括了無殼彈（即G11的美國版）和塑料彈殼的方案，因為成果有限而被放棄。
- 美國在六十年代發展過一種稱為Gyrojet的新概念手槍，子彈是另一種火箭式推進的無殼彈，非常之輕巧和無後座力，發射時的噪音也很小的，但太過前衛而停止生產。
- 澳洲在九十年代研發過稱為金属风暴機槍，為一種以電子擊發並使用另一種像迫擊炮彈的無殼彈的機槍，有大大超過加特林機槍的射速，常可達每分鐘十萬至百萬發，但始終乏人問津。
- 法國在上世紀末所開發過，稱為GIAT PAPOP的武器，概念和理想單兵戰鬥武器相似的，把卡賓槍和榴彈發射器合一，但始終並未被採用。
- 美國在2003年起開始發展LSAT輕機槍計劃，想用無殼彈或塑料彈殼取代傳統金屬彈殼，但二十年都成效不大。

值得注意的是前衛性的槍械設計，很傾向於使無殼彈或塑料彈殼，以減小全槍和彈藥的尺寸和重量下保持威力並提高射速，但始終無法取得像現行金屬彈殼的成功而被放棄或忽視。實用性的問題成為日後研究槍械發展的借鏡之處，而要避免過分標新立異的高科技武器的形像。主要問題是：
- 像G11的無殼裝藥和塑料彈殼難以達到像金屬彈殼的安全性，很易因為連發射擊過久便被廢熱引起爆炸或自燃的危險。

雖另兩種無殼彈因為彈頭本身兼有彈殼的保護功能，而G-11也改良成G-11K3解決了問題，但產生了其他新問題。
- Gyrojet因為火箭式槍彈離開槍管後會繼續加速才到最大速度，所以初速很低近距威力不如傳統手槍，而因火藥燃燒不均勻，所以遠距離的精度很低。
- 金屬風暴的彈藥是需要用專用的機器，預先安裝在槍膛中前後排好，故不可能在臨戰時補充子彈的。
- G-11K3以新的發射藥提高了燃點，也改變了彈藥的結構和外觀，避免底火直接接觸灼熱的機械部分，可也因為構造變得複雜高價，遠離了無殼彈槍械本身構造簡單和低價的初衷。

另一個方向便是步槍和榴彈發射器合一，主因為發覺自動步槍浪費彈藥，可戰鬥中被子彈直接殺傷的機會遠少於被炸彈的破片，而且榴彈的威力和射程，也足以對付輕量化的機動兵器和防御工事。
而的本方向確也終於有些成果的，如比利時的FN EGLM附加型榴彈發射器和美國的M320榴彈發射器等，兼有專門設計配合同國的FN F2000突擊步槍和FN SCAR的構造，又可以獨立地使用，有較XM29 OICW為簡易的火控系統，並使用既有裝備的彈藥等，算是XM29 OICW失敗後的簡易代替方案而被軍方採用了。
其他發展尚有如智能化的槍和子彈，一個發展如把導彈技術用在狙擊步槍的子彈上，或在槍械上引入射控系列等提高準繩的做法。
另一個發展是為了安全理由，可能使到非正當主人無法發射或無理論威力的槍械，以防被兒童或匪徒盜用。
2024年美國宣佈試用新的XM7突擊步槍，使用新一代的6.8×51mm子彈，擁有介乎傳統的全火力和中間型槍彈的彈道特性，并透過變更同一彈種的火藥分量增減膛壓，提高或降低彈頭初速，可能同時取代既有7.62和5.56毫米槍彈。

## 手枪（Handgun）
可以單手使用的小型槍械，其他槍械一律可稱為長槍。

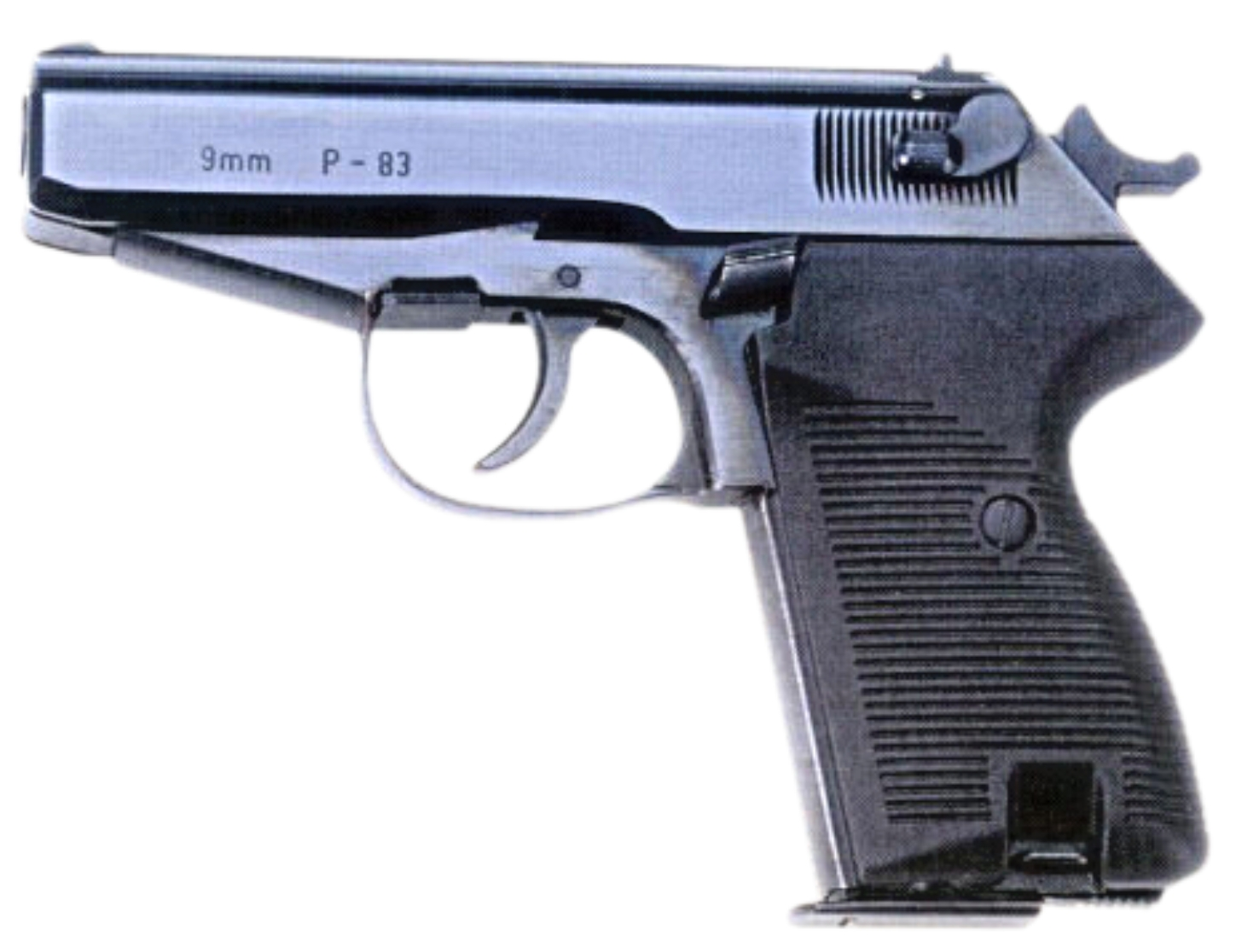
波蘭Wanad P83手槍
（9x18mm Makarov、
.380ACP（9 x 17mm）、
.32ACP（7.65 x 17mm）、
9 x 19mm

### 单膛室手枪（Pistol）
- 單發手槍（Single-shot Pistol）：指沒有供彈具的手槍，子彈只能預先裝在膛部。
  - 單管單發手槍，擊發一次後必須重新裝填的手槍，通常用於競賽或狩獵。
  - 多管單發手槍，雖然膛室都只能預裝一發子彈，但有兩個或以上的槍管，所以仍然是多發式手槍，通常用於特殊目的如狩獵、自衛和暗殺。
- 连发手枪（Repeating Pistol）
  - 手動手槍（Manual Pistol）：安裝多發子彈，但必須手動退殼的手槍。
  - 半自動手槍（Semi-Automatic Pistol）：能自動裝填，但只能單發射擊的手槍。
  - 全自動手槍（Machine Pistol）：支援三發點放、全自動射擊的手槍。部分型號被認為是衝鋒槍。

### 多膛室手枪（Multi-chambered Handgun）
- 转轮手枪（Revolver）：射擊後自動轉動彈倉使彈巢內下一順位的子彈進入待擊發狀態，但不具自動退殼功能，且彈倉可以容納約五至八發子彈的手槍。
  - 單動式（Single Action），每次擊發前須扳下擊錘才可射擊，並且擊發後擊錘自動歸回原位。
  - 雙動式（Double Action），不必扳下擊錘即可射擊，可連續擊發。

## 長槍（Long Gun）
需要使用雙手操作、用枪托抵肩稳定射击的长管枪械。

### 滑膛前装枪
- 手铳
- 火绳枪
- 簧轮枪
- 燧发枪
- 雷管枪

### 步枪（Rifle）
枪管内有膛線的長槍。
下文首先是按結構分類，然後是按用途分類。

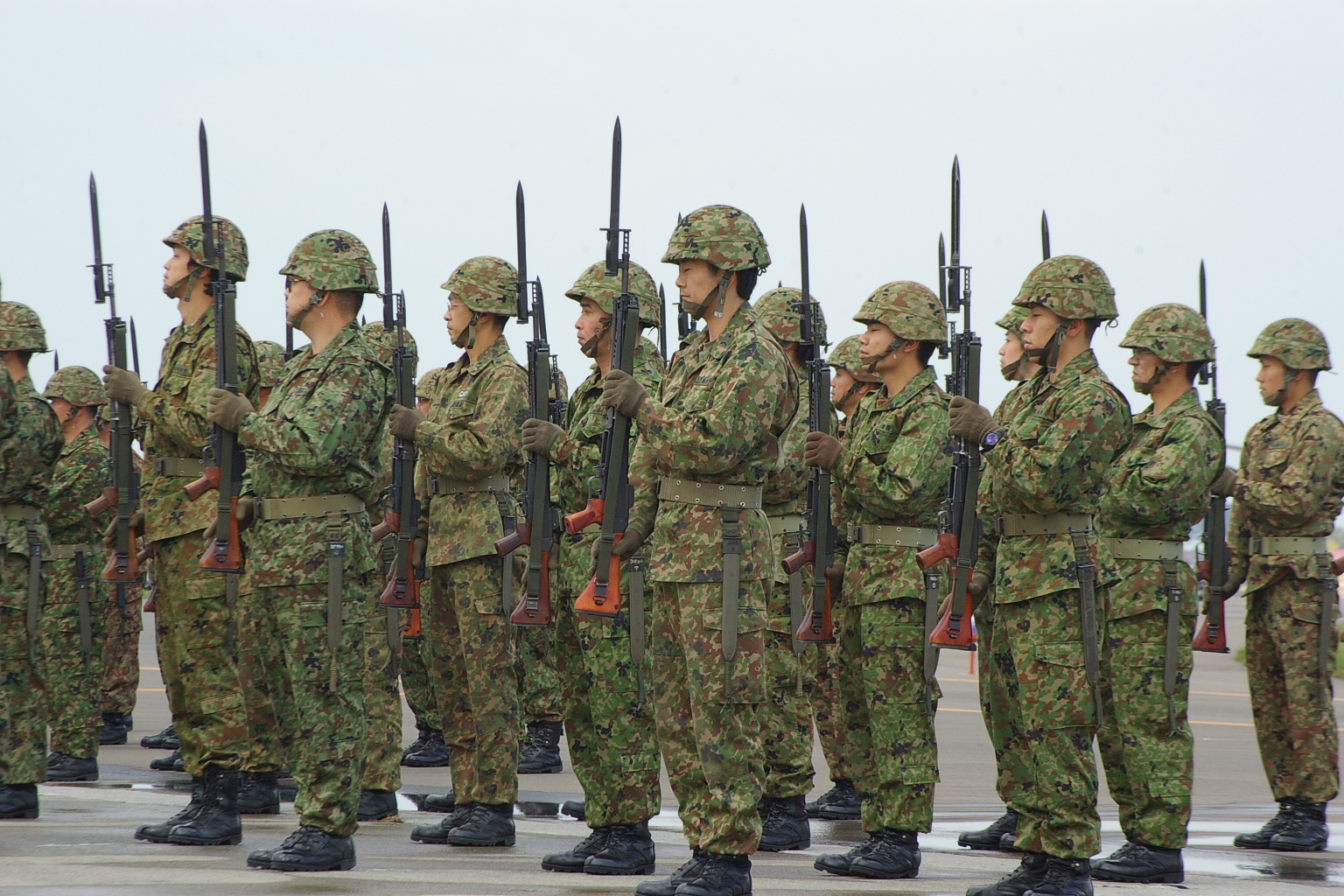
自衛隊持豐和64式

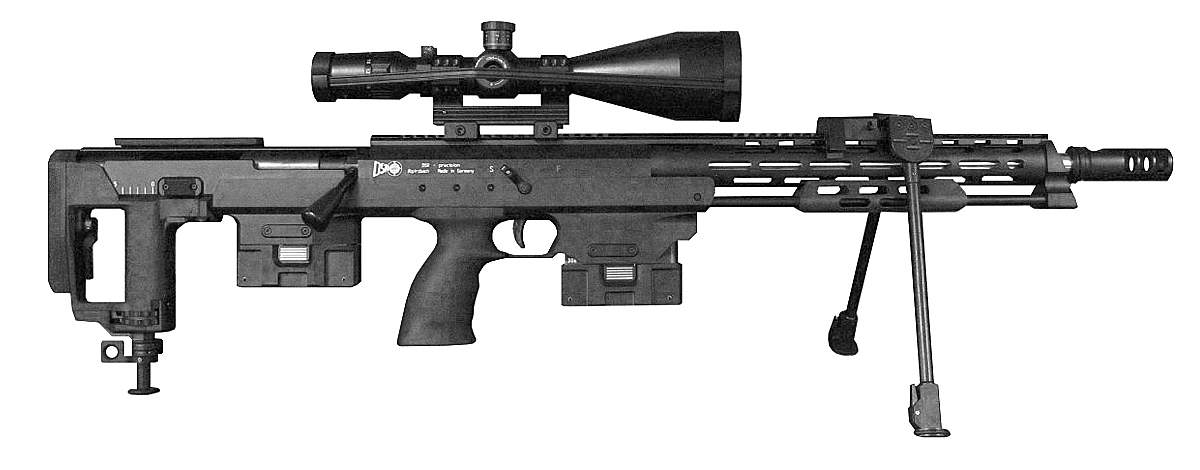
DSR-1狙擊步槍

- 單發步槍（英文：Single-Shot Rifle）：沒有供彈机构，只具備槍管和擊發件兩大主體的步槍。
  - 前膛枪
    - 线膛鸟铳

  - 后膛枪
    - 單管單發步槍，一次射擊後即須裝彈的單發步槍，現代常見于競賽。
    - 多管單發步槍，彈膛同樣只能容納一發子彈，但其具備兩個或以上的槍管，仍然算是連發槍械，現代常見于競賽和狩獵。
- 连发步枪（Repeating Rifle）
  - 手動步槍（Manual Rifle）：每次射擊完後必須手動上膛的步槍。現代主流是拴动步枪（英文：Bolt Action），優點是精度和可靠性最佳，但缺點是射速明顯比較慢，而且每次再上膛的動作要改變射線而需要重新瞄準。歷史流行過另一些射速較快的全手動槍機（如曼利夏步槍和溫徹斯特連發步槍），但因為其可靠性和對於彈種的限制，所以現代實際幾全為半自動步槍代替。
    - 转轮步枪（Revolver Rifle）
    - 杆动步枪（Lever-action Rifle）
    - 泵动步枪（Pump-action Rifle）
    - 栓动步枪（Bolt-action Rifle）
      - 獵象槍（英文：Elephant gun）：最初出現的大威力步槍，為專門的狩獵象犀牛等用大口徑步槍，口徑常在十毫米以上的，使用如Nitro Express等專用彈藥，配合較鈍和重的彈頭，因此以步槍的標準而言初速偏低（通常每秒五至六百米）。突出對獵物的停止作用，而不是射程和穿透力。較硬質的彈頭對付大象或犀牛等最大型陸上動物，足以射穿頭骨而倒斃，較軟質的彈頭對付比人更大型動物如牛馬及獅虎等，也可爆肚而死的。

  - 自动装填步枪（Self-loading Rifle）
    - 半自動步槍（Semi-Automatic Rifle）：雖然可以發射後自動退殼和裝填，但只能逐發按動槍機射擊的步槍。
    - 自动步枪（Automatic Rifle）：全自動射擊（可連發）的步槍。
      - 重管自動步槍（英文：Light Machine Gun）：早期的自動步槍使用威力較大的步槍子彈，即所謂的全火力步槍子彈，所以難以控制，故裝配厚重的槍管和兩腳架才可以在連發時保持穩定，比起當時的制式步槍較為笨重。雖然可以單人攜帶但不夠輕便靈活，後來漸發展成支援性的槍械，射手增強持有衝鋒槍或霰彈槍（更晚是突擊步槍）的同伴的火力，衝鋒或防衛陣地用。
      - 戰鬥步槍（也稱選射步槍Selective Fire Rifle）：指全自動發射大威力的步槍子彈，和通用機槍或狙擊步槍共用同類型的彈藥，一般以M14自動步槍為代表，主要半自動射擊而緊急時才全自動發射的步槍。由於使用不便，漸遭受軍隊淘汰。
      - 突击步枪（Assault Rifle）：兼具步槍的穩定度、殺傷力與衝鋒槍的輕便於一體的步槍形式，為多國軍警所採用，也是現代軍隊步兵中的主要個人武器。著名的卡拉什尼科夫槍族，更是歷來使用最廣泛產量最多的槍械。

    - 狙擊步槍（英文：Sniper Rifle）：並不是指有特別的構造和外觀的槍械，定義僅是指任一被指派狙擊任務的高精度步槍，主要用於遠距離狙擊單個重要目標的步槍；經精選和專業調校過的步槍，一般安裝了瞄準鏡用作較遠距準確射擊。首先出現的專用狙擊步槍是一戰時英國的李-恩菲爾德步槍的狙擊型，但外觀和構造仍和平價版的制式步槍相似。在二十世紀六十年代前，並無專門設計的軍用狙擊步槍，因為制式的步槍的精度都不差，但在突擊步槍成為制式裝備後，其突出了射速的優勢但遠射的精度較遜，而且經常連發的槍械磨損也較大，所以軍方才指定開發出專用的狙擊步槍。按用途可以分為：軍用、警用、射擊運動、狩獵等四種。
      - 制式狙擊步槍：一般所說的狙擊步槍，便是軍用或警用，供專門由狙擊手使用的狙擊步槍，通常用於專對重要目標一擊必殺的狙擊，所以除了精度外尚要考慮可靠性等因素，既有採用手動步槍也有採用半自動步槍的設計。
      - 精確射手步槍：指類似苏联狙击手的編制和運用方式支援部隊，除了精度和可靠性外還要求輕量化和高射速，故一般使用較高精度的半自動步槍或自動步槍。
      - 射擊競賽或狩獵專用步槍：專業的由賽會或射手指定槍廠或槍匠按特定要求制作的手動步槍，甚至有些仍採用單發的構造，一般是極高精度但非常昂貴的。而實際更常見的是槍廠在維持高精度條件下大量生產高品質的民用步槍。也有被軍警購入或訂造較接近需要的改良型號，如美國的雷明登700步槍。而一般職業或半職業的射擊競賽常指定不用瞄準鏡，所以有特制的機械瞄準具，板機也較普通步槍輕而減少按掣力量做成對精度的干擾，還有廠商推出過電子擊發式槍機。

    - 反坦克步槍（英文：Anti-Tank Rifle）：在兩次世界大戰中用以擊穿戰車的大口徑步槍，和相似口徑獵象槍不同，較突出貫穿的效果和射程，故使用較高初速並尖頭的穿甲彈，近距離內可貫穿超過二十毫米厚的高強度鋼板或通常厚度的磚石牆壁。但隨著車輛裝甲愈來愈厚，單一士兵所能攜帶的實心彈頭已經無法擊穿它們，只可以改為射擊其薄弱的部分，如履帶、觀測窗、排氣口等，或者對付輕裝甲車，而被反坦克火箭和無後座力炮取代。
    - 反器材步槍（英文：Anti-Materiel Rifle）：取代反戰車步槍的進化槍種，用以破壞易燃物、爆裂物或雷達等軍用器材，也可以對付裝甲較薄的輕裝甲車。因為射程大大超過制式步槍，亦有攻擊在超過普通狙擊步槍有效射程（約一公里）外的敵人个体目标，可被當作長程狙擊步槍用。但實際上因為子彈到達近兩公里外的目標時間常長達數秒之久，而鮮有採用使用重機槍子彈（12.7-20mm口徑）的正統反器材步槍。通常是使用強化的普通狙擊或精確射手步槍，採用中上級火力（8.5-10mm口徑）的子彈對約一至一公里半外的敵人。
    - 卡賓槍（Carbine）：最初爲騎兵專用步槍（因此又稱馬槍、騎槍），一種特制短槍管步槍，後發展爲特殊概念步槍（如M1卡賓槍），以及廣義的短槍管步槍（如M4突擊步槍、FN SCAR-H自動步槍等）。

## 霰彈槍（Shotgun）

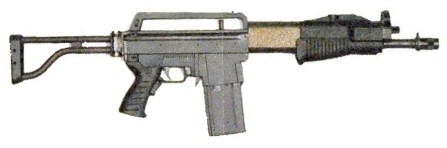
弗蘭基SPAS-15戰鬥霰彈槍

又称散弹枪（scattergun）、猎枪（fowling piece），槍管無膛線的槍械/槍種（其他槍械皆可稱為線膛槍）。是歷史最久遠的槍種。多使用大口徑、多彈丸的特制霰彈，以其複數式彈著點或是超大的散布面規避其發射常規彈藥時精度欠佳的缺陷。

## 机枪（Machine Gun）

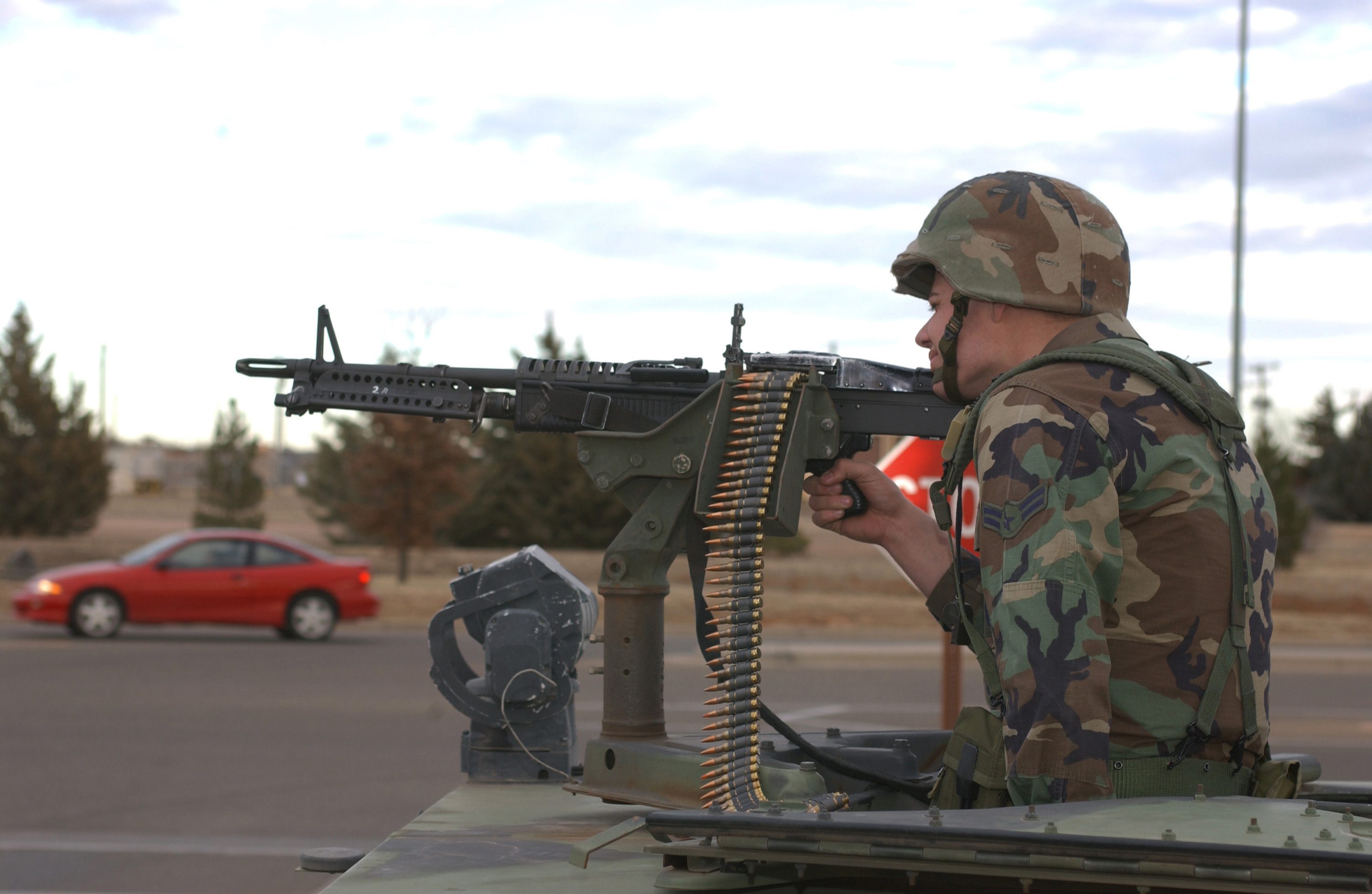
M60通用機槍

本來泛指連發的槍械，現在專指較大的適應持續連發槍械。
- 轻机枪：可由單兵操控的輕型機槍，和重管自動步槍功能分類重疊。
- 通用機槍（英文：General Purpose Machine Gun）：可當作輕機槍與中型機槍使用的槍種。
- 中型機槍（英文：Medium Machine Gun）：火力、尺寸和重量介於輕機槍與重機槍之間的槍種。
- 重機槍（英文：Heavy Machine Gun）：擁有固定角架、大口徑的機槍。
- 防空機槍（英文：Anti-Aircraft Gun）：改裝高射專用腳架，用以射擊低空飛行目標的重機槍。
- 加特林機槍（英文：Gatling-type Machine Gun）：擁有多個槍管的機槍。最早期的加特林機槍擁有十個槍管，以手搖方式射擊。經改進後，旋轉能源來自於電動機（外力）或彈藥氣體壓力（內力）。外力方式多為西方國家軍隊使用，內力方式多為當時前蘇聯陣營國家軍隊使用。

## 衝鋒槍（Submachine Gun）
泛指輕便與連發射擊的槍械，舊稱手提機槍和手提輕機槍，其實符合步槍猶卡賓槍的定義，但俗成被獨立出來成新的分類。
- 傳統型衝鋒槍：彈藥以制式手槍彈爲主的衝鋒槍，是衝鋒槍的主流，現代例如MP5和UZI，早期有湯普森衝鋒槍和MP18衝鋒槍，是由卡賓槍發展成的獨立槍類，有些甚至直接由突擊步槍改良而來，如柯爾特9毫米衝鋒槍和PP-19-01勇士衝鋒槍。雖然有步槍的肩托和前托等構造，但為了適應手槍子彈，而使用和手槍相似的機械結構。
- 微型衝鋒槍：一類尺寸與大型手槍無異的緊湊衝鋒槍，和全自動手槍功能分類重疊。
- 個人防衛武器（英文：Personal Defense Weapon）：于二十世紀末期標準化的，二線部隊專用的緊湊與連發的槍種，亦是新概念衝鋒槍，通常指定發射全新設計的專用子彈。
- 超短管自动卡賓槍：枪管长度与冲锋枪无异的自动步枪，亦作冲锋枪使用，因為發射步槍的子彈，所以有較典型衝鋒槍大得多的火力，但缺點是很難控制的。

## 特殊槍械或發射器
此類發射器不完全符合狹義的槍械定義，可以使用輕武器來描述，但很多書籍都把其當作槍械一併介紹，主要原因是：
一、部分火器雖然口徑超過二十毫米，但因為長度和重量不大，在外觀上比某些口徑小於二十毫米的長管槍械，更接近一般人心中槍械的形像。反之在兩戰時代某些國家，包括了德國和日本，因為整個槍型的大小需要兩個人或以上一起運作，把重機槍和部分反坦克步槍視為輕型火炮，反之在日本豐和96式40毫米自動榴彈發射器被視為槍械。
二、某些另類（包括了非火藥）發射原理的道具或武器，外觀和功能都接近槍械的。
以下是主要特殊或另類槍械列表：
- 信號槍：專門發射信號彈的特大口徑槍械，往往超過二十毫米。
- 起步槍：在速度性體育代替普通槍械鳴槍信號的道具，有時可以用真槍發射空包彈代替。
- 釘槍：以火药的威力把鋼釘射入磚石中的道具，不能發射普通的子弹。現在亦有使用電動或氣動的型號。
- 榴彈發射器：專門發射特製榴彈的特大口徑槍械，在火槍時代問世可是因為很難控制射程而被冷落。到二十世紀復興，口徑一般三十至四十毫米。
- 無後座力炮：利用向後排氣的方式消減後座力肩射反坦克武器。
- 火箭筒：利用火箭的原理發射的肩射反坦克武器。
- 空氣槍：射擊運動或狩獵的道具，原理和玩具軟氣槍相似，但威力大得多，因為沒有槍口爆炸而精度極高和聲音很小，常作為競賽和暗殺用途，但因為發射後會降低氣瓶壓力，所以經常只是單發而不能在一般任務中代替傳統槍械。
- 電槍：一種以氮气發射兩跟連接電線的小飛箭，短暫的高壓電使到對方失去行動能力的防暴或自衛武器。另一種稱「電槍」為電擊棒，但需要直接打擊對手使其短暫觸電致暈的，仍然屬於格鬥武器的進化型。
- 洋弓銃：洋弓銃是和制漢字，即日本對即在槍械之前便存在的弩的稱呼之一，而在一些中文翻譯日文文本中，常直接搬過來寫作弓槍。因為其具有和槍械相似的槍機和準星等構造，在側面平視時外觀接近槍而不像弓。因為在中國弩從未流行的日本，直到明治維新後才有較多見過歐式弩，便常把弩稱為洋弓銃，在和制英語稱為BOWGUN。因為其靜音效果很好，構造也較槍械專用的抑制器和氣槍簡單，所以有時被用作暗殺或特種作戰。
- 牆角槍：一種由可以向左右扭曲，前方安裝了攝像機與安裝手槍或其他無槍托的短槍械的發射器，後方有槍托外，更有螢幕和控制發射與方向的發射器，主要用於特戰或反恐任務。
- 水下槍械：設計適合在水底發射的槍械，用完全封閉防水的特制彈藥，所以通常不使用常見的機匣和彈匣等構造，子彈形狀獨特在水中威力不像普通槍彈般輕易衰減，這類槍械和其彈藥較同級的普通槍械和子彈笨重，所以用途狹隘。包括了俄羅斯的APS水下突擊步槍、SPP-1水下手槍和德國的HK P11手槍等。
- 頭盔槍，德國早年研究一種可以不用手發射無殼彈，安裝在頭盔上的奇型武器。
- 網槍，用空氣發射繩網生擒對手的治安武器。
- 繩鉤槍，用空氣發射繩鉤爬上高處用的特種任務道具。
- 噴火器，燃燒或縱火兵器，有異常的威脅性和攻擊力但射程較短和笨重，可以對付任何的個人避彈衣和頭盔，以燃燒汽油產生的火焰，經一個似槍的發射器噴出的，能把仍然未被燒掉的汽油濺到敵人或可燃物上，做成進一步的破壞。
- 匕首槍，其先驅槍刃是數百年前出現槍械和冷兵器結合一體的武器，但因為刺刀出現便被淘汰了，而現代以單發手槍組合在匕首或求生刀的柄部，作為偽裝或隱藏式的槍械。

## 槍械與社會及文化

### 射擊
·用手枪，步枪等进行射击练习。